# Avia A 15 / A 20 / A 30

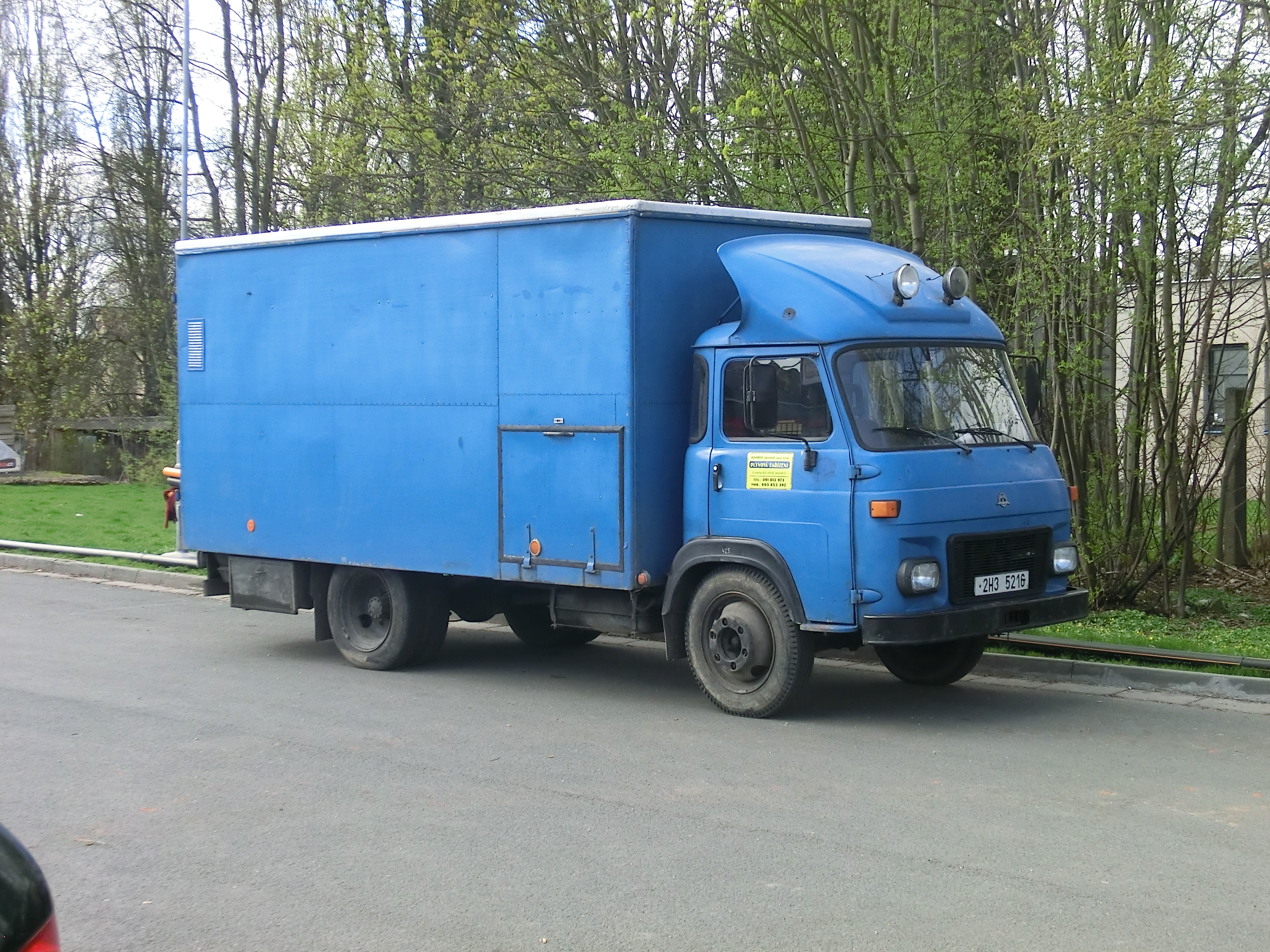
Skříňová Avia A 31

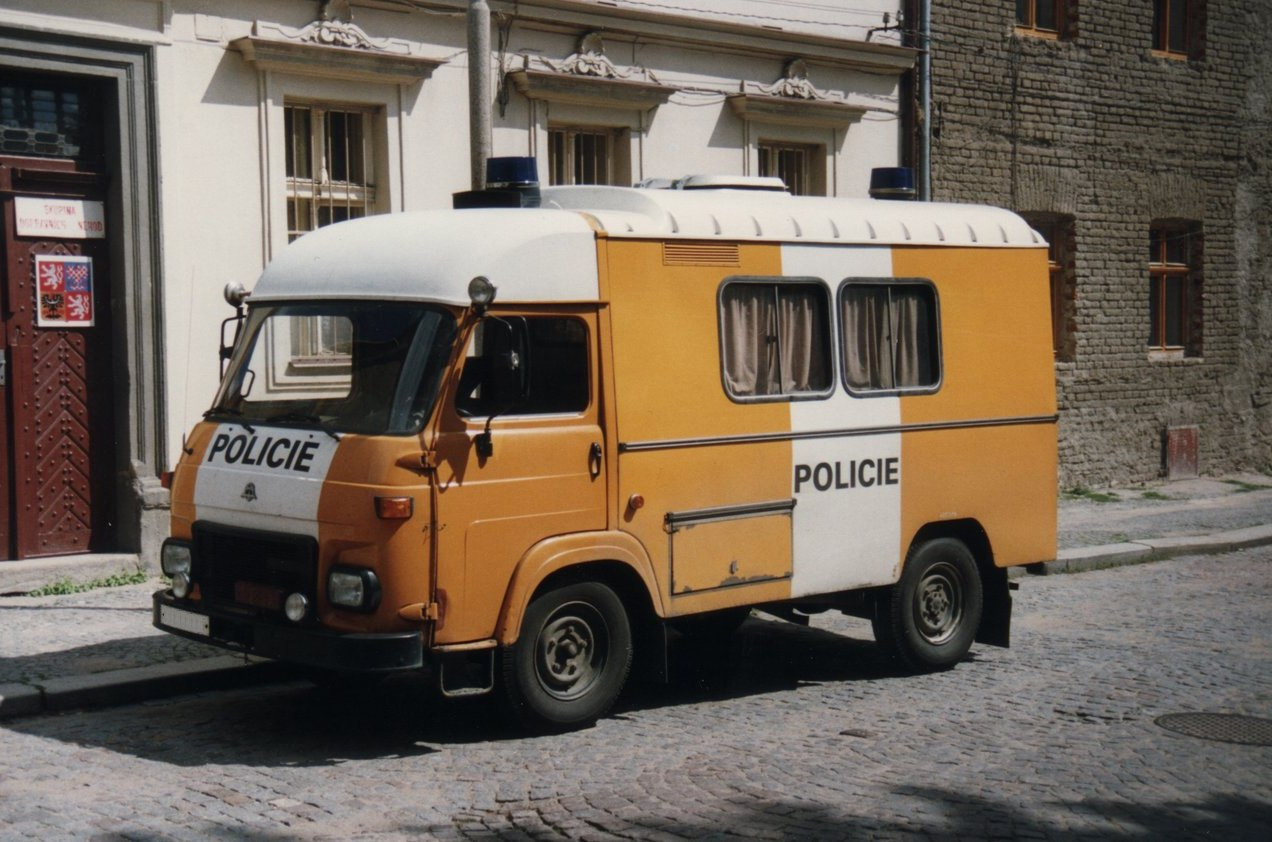
Avia A21 Furgon

Avia A 15, A 20 a A 30 byly lehké nákladní automobily československé výroby určené k provozu na silnicích a zpevněných komunikacích. Vozidla vyráběl v letech 1968 až 1983 národní podnik Avia v pražských Letňanech. V roce 1983 byla vozidla podrobena rozsáhlé modernizaci a dále označována jako A 21 / A 31. Základem pro výrobu celé typové řady vozidel byla licence zakoupená od francouzského výrobce Renault-Saviem.

## Výrobní závod
Hlavním výrobním závodem byla továrna v Letňanech, které se čerstvě od 1. ledna 1968 staly součástí Prahy. Zde byla výroba motorů, kabin řidiče a kompletace podvozků pro dodavatele nástaveb. Nejvýznamnějším kompletním provedením vozidel z Letňan byly valníkové nástavby. Do Letňan se firma Avia přestěhovala v roce 1931 po předchozím působení v pražských Vysočanech a Holešovicích. Původně se jednalo o čistě leteckou firmu, součást koncernu Škoda. Po 2. světové válce sem byla přenesena automobilová výroba z vybombardované továrny v Mladé Boleslavi. Šlo o střední nákladní automobily Škoda 706 R a odvozený autobus Škoda 706 RO. V roce 1951 byla výroba nákladních automobilů z Letňan vymístěna do nově zorganizovaného výrobního uskupení LIAZ a na několik let se vrátila letecká výroba. Na konci padesátých let byla letecká výroba v Avii utlumena a přišla opět výroba nákladních automobilů. V roce 1961 došlo k formálnímu spojení Avie s podnikem AZKG (Automobilové závody Klementa Gottwalda – tedy pokračovatelem bývalé Pragovky) pod názvem Automobilové závody Letňany. Vysočanský závod, který v té době vyráběl terénní nákladní automobily Praga V3S, se následně specializoval na výrobu převodovek a výroba Pragy V3S se postupně přesunula do Letňan. Od roku 1964 už vznikaly pragovky V3S kompletně v Letňanech. Souběžně byly v letech 1956 až 1972 vyráběny silniční pětituny Praga S5T, odvozené od V3S s rozsáhlou unifikací.
V roce 1968, kdy naběhla výroba nákladních automobilů řady A 15 / A 30 se podnik jmenoval Avia, národní podnik Praha-Letňany, závod Jiřího Dimitrova. K podniku patřily ještě pobočné závody. Závod v Heršpicích se zaměřoval na skříňové nástavby a závod v Ivančicích na specializovaná provedení skříňových nástaveb, například pojízdné dílny. Žilinský závod kompletoval sklápěče, cisterny a od roku 1978 velmi oblíbené furgony.
Rozmach výroby automobilů A 15 / A 30 si vynutil přesun části výroby P V3S do Opraven zemědělských strojů ve Vinoři. Jakkoli vypadá konstatování o přesunu výroby P V3S z Vysočan do Letňan a Vinoře dramaticky, nešlo o nic tragického. Výrobní areály jsou od sebe vzdáleny přibližně 3 kilometry a vzájemné přesuny materiálu, komponent nebo rozpracovaných vozidel byly zvládnutelné bez větších problémů. Výrobní areál v Letňanech ovšem při svém růstu pohltil i velkou část pražské ulice Beranových.

## Předchůdci a současníci vozidel Avia

### Vozidla vyráběná v Letňanech
Výrazným a velmi známým vozidlem, vyráběným v Letňanech, byla Praga V3S. Toto vozidlo vzniklo jako náhrada automobilů, kterými byla po 2. světové válce vybavena československá armáda. Vozový park byl velice roztříštěný, obsahoval vozidla kořistní i trofejní, která na československém území zůstala po ústupu německé armády i vozidla dodaná v rámci programu UNRRA. Zatímco potřeba těžkých nákladních vozů byla pokryta typem Tatra 111, jehož vývoj začal ještě za války, vhodný terénní automobil nižší tonáže nebyl k dispozici. Obnovená výroba vozidel Praga RN/RND pomohla zlepšit situaci v národním hospodářství. Vozidla zastaralé koncepce, navíc vždy uvažovaná jako silniční, nebyla pro armádu vhodná. Sériová výroba Pragy V3S začala v roce 1953 (první prototypy 1952). Výroba probíhala v prostorách továrny Praga ve Vysočanech. Nejednalo se ovšem o prostory původní pragovky – ty byly z velké části zničeny americkým bombardováním na konci války. Nové prostory získala pragovka ve vyprázdněné továrně na výrobu leteckých motorů Junkers. Tyto prostory ještě před válkou sloužily jako poštovní skladiště a ve Vysočanech bezprostředně sousedily s leteckou továrnou Aero, také z velké části zničenou bombardováním. Definitivně se výroba Pragy V3S do Letňan přesunula v roce 1964.
Souběžně s typem V3S se v letech 1957 až 1972 vyráběl dvounápravový silniční nákladní automobil Praga S5T v několika variantách, včetně tahače návěsů s kabinou z vozu Š 706 RTTN. Vůz S5T měl s V3S shodný motor, spojku, převodku řízení, převodovku, z velké části také kabinu řidiče, příslušenství, brzdy a další části výstroje. Výroba vozu S5T byla ukončena nejen pro jeho zastaralost, ale především proto, aby se uvolnily výrobní kapacity pro vozidla A 15 / A 30.

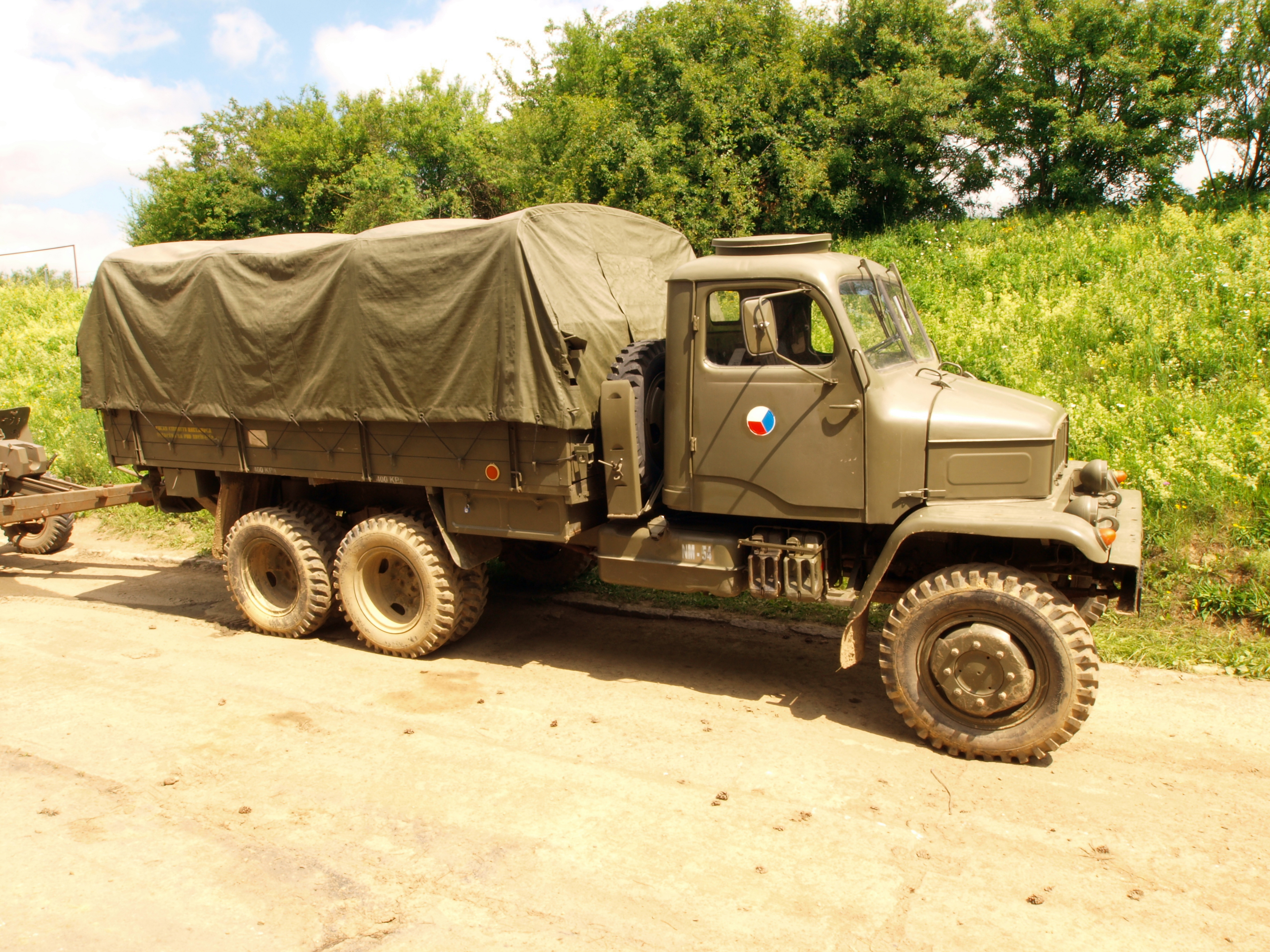
Praga V3S vojenský valník
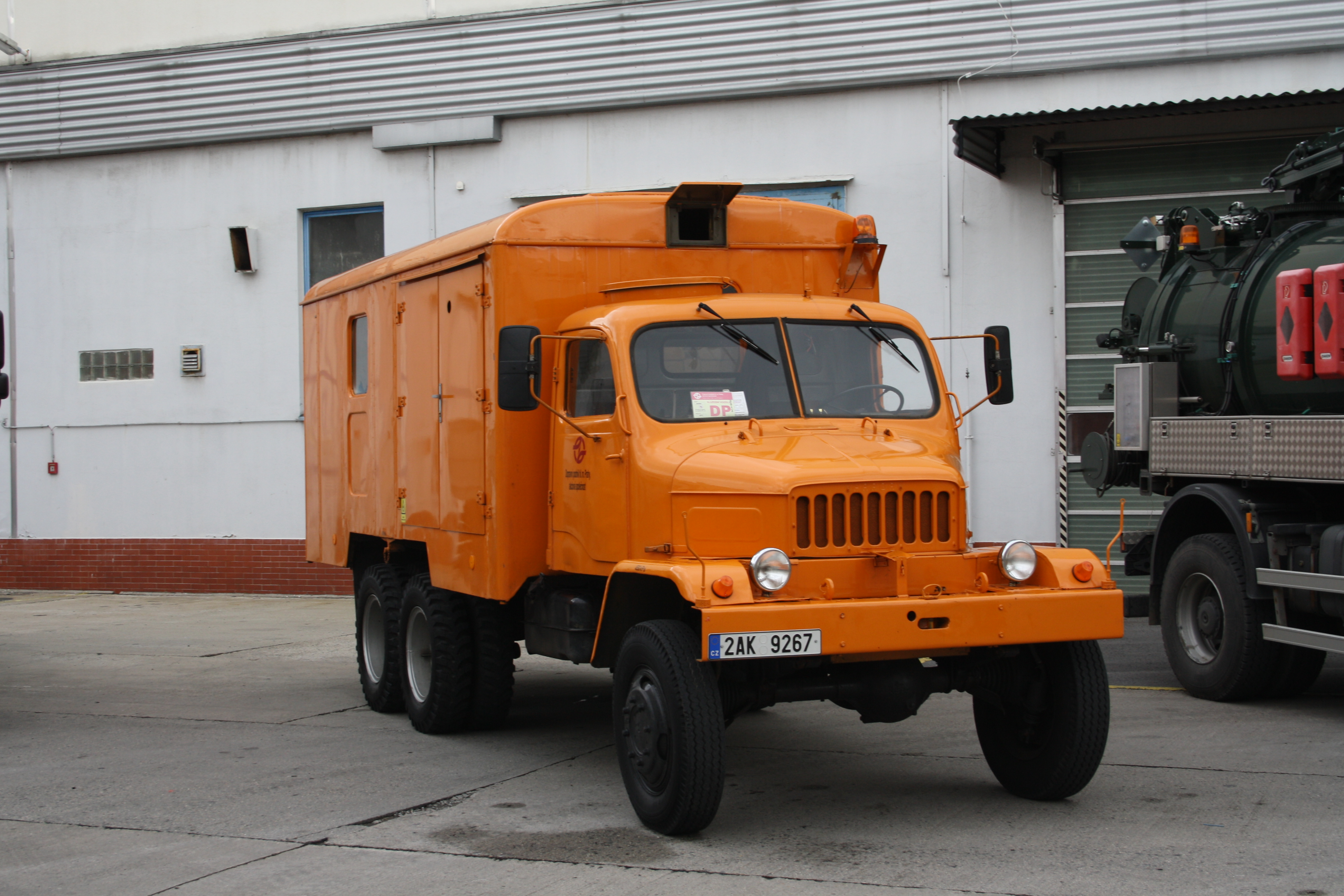
Skříňová Praga V3S se svařovacím agregátem DP Praha
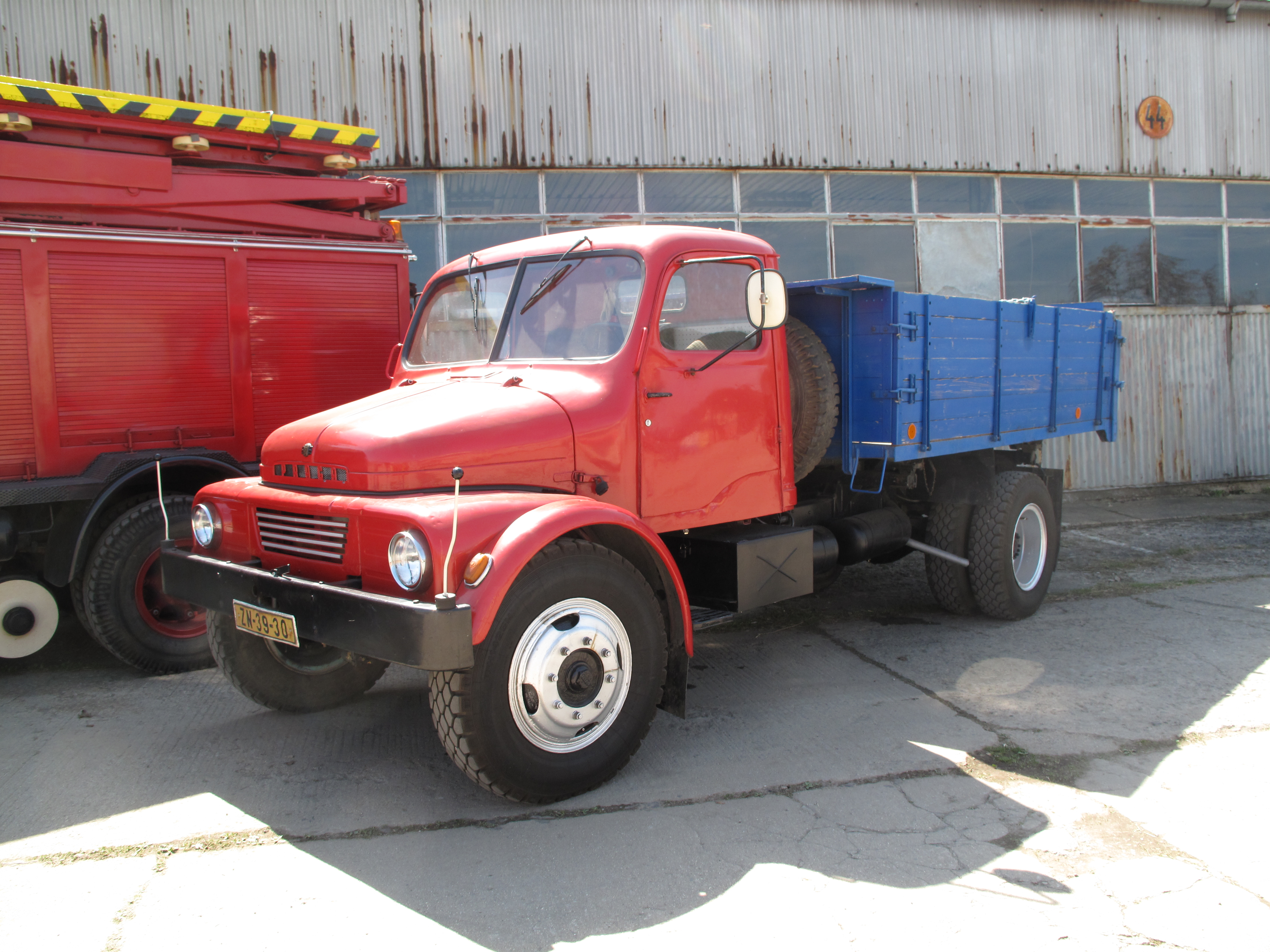
Praga S5T sklápěč

### Historičtí předchůdci v Československu
Za automobily, které užitečnou hmotností a předpokládaným využitím předcházely Aviím lze pokládat automobily Praga RN/RND (1934 – 1955) a Praga A150 (1946 – 1951). Vozidla řady RN/RND byla vyrobena v mnoha sériích, které se pochopitelně technickým provedením i vnějším vzhledem lišily. Vozidlo A150 s nosností 1,5 tuny vycházelo ze Škody 150 a jeho motor i podvozek byly odvozeny od osobního automobilu Škoda Favorit OHV. Montáž mírně upravené škodovácké konstrukce započala v továrně Aero ve Vysočanech. Proto jsou někdy tyto automobily označovány jako Aero A150. Po reorganizaci automobilového průmyslu se podnik Aero zcela specializoval na leteckou výrobu a montáž nákladních automobilů přešla do podniku Praga.

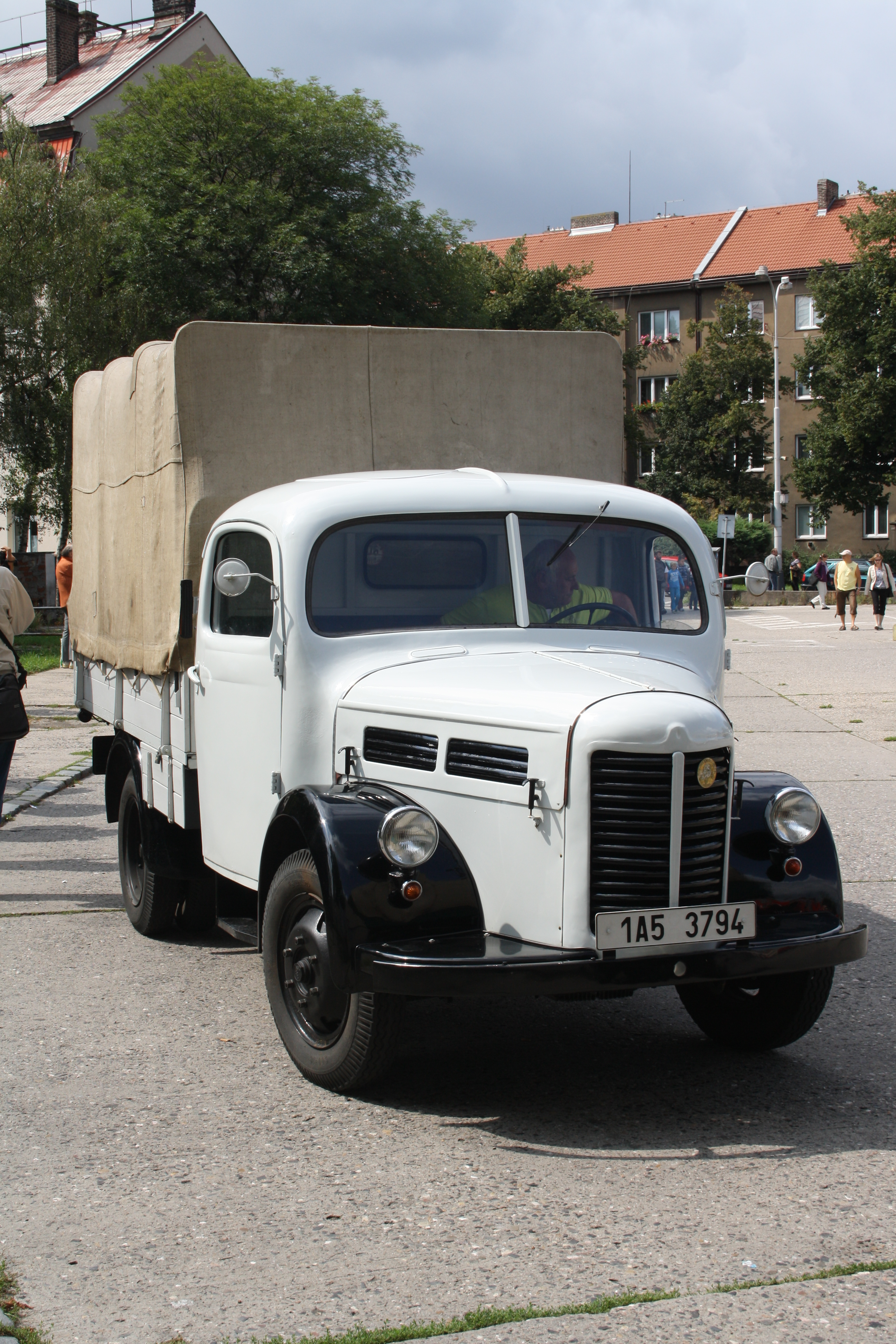
Lehký nákladní automobil Praga A150 s valníkovou nástavbou
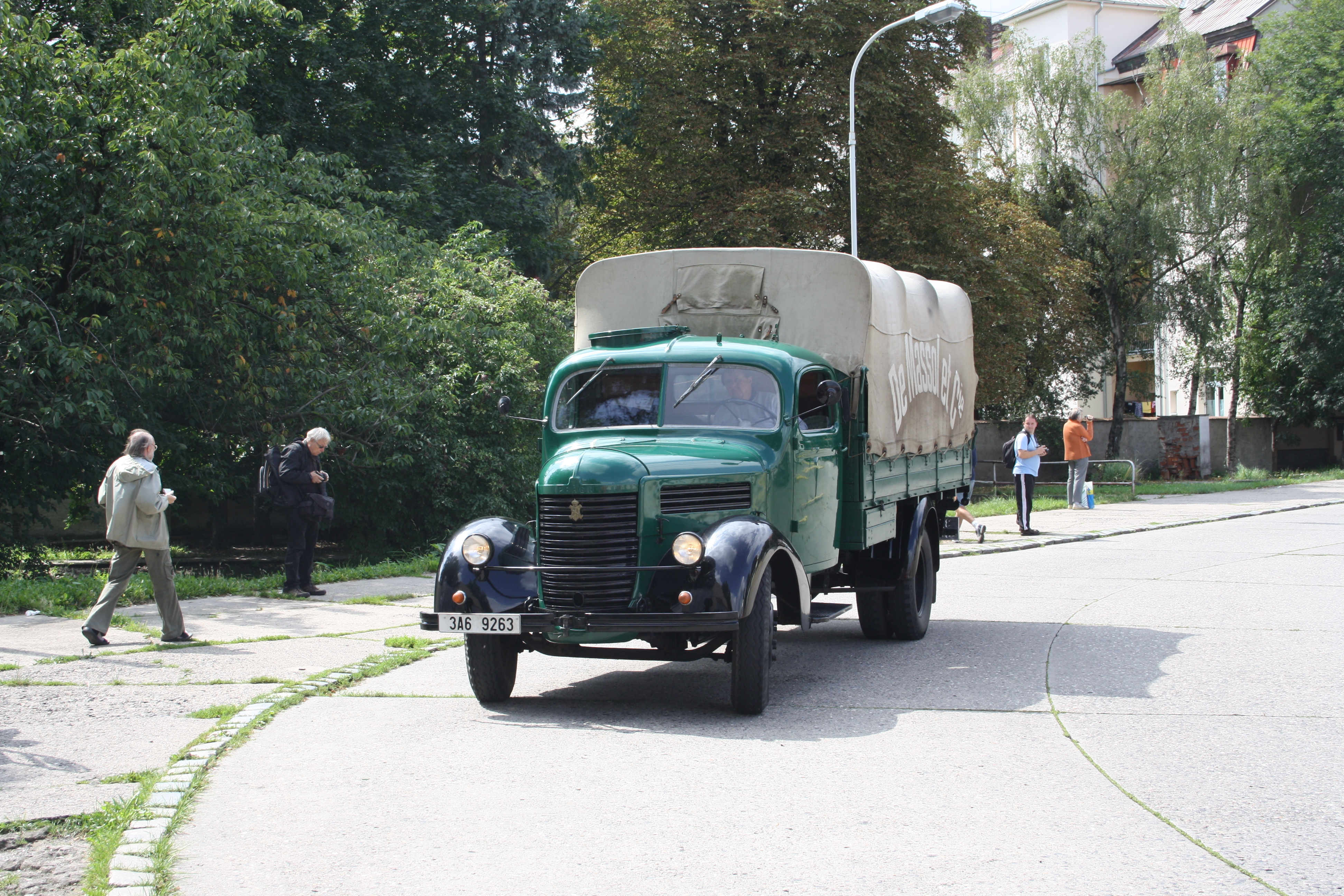
Nákladní automobil Praga RN s valníkovou nástavbou
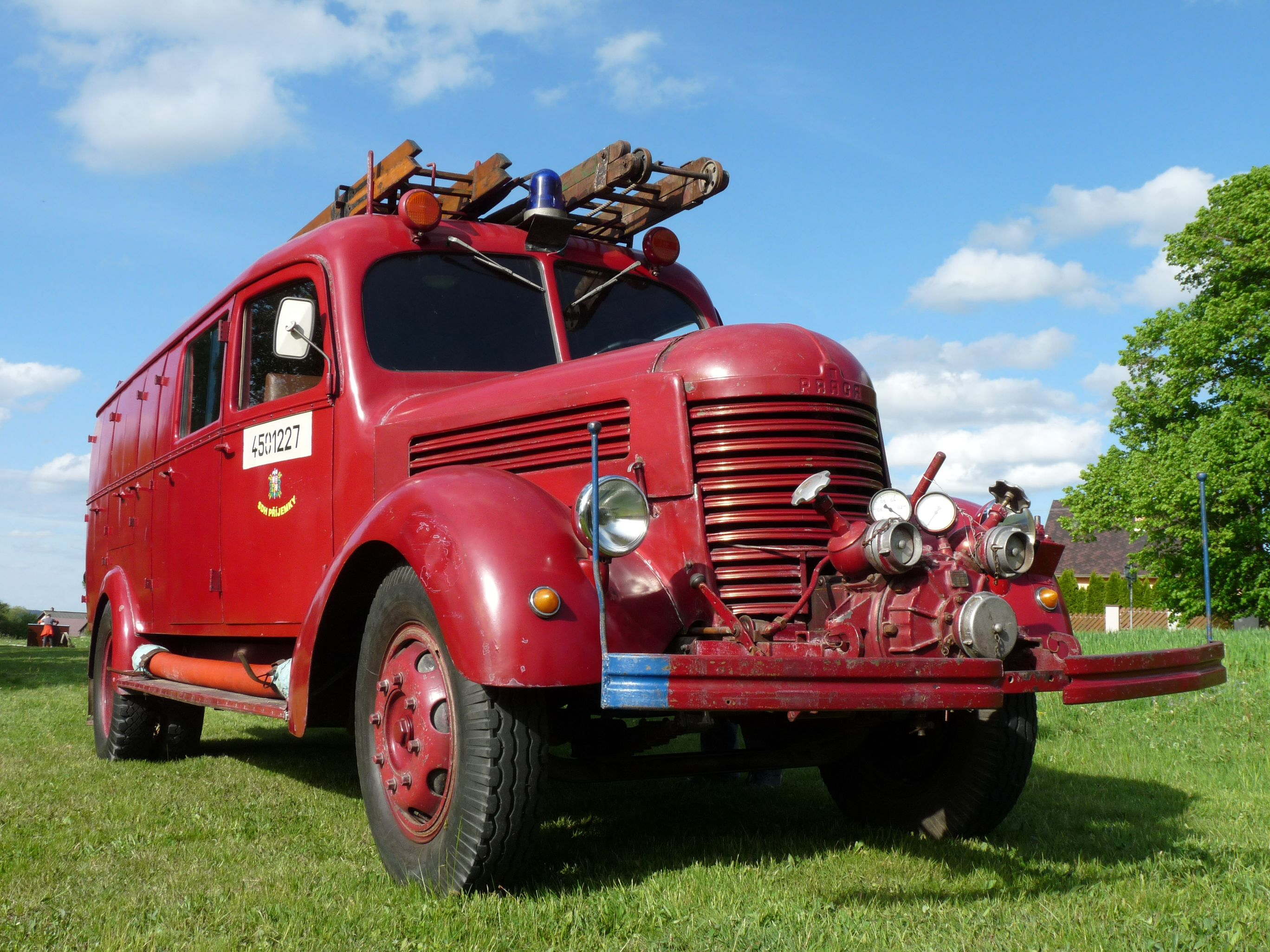
Praga RN hasičský zásahový automobil
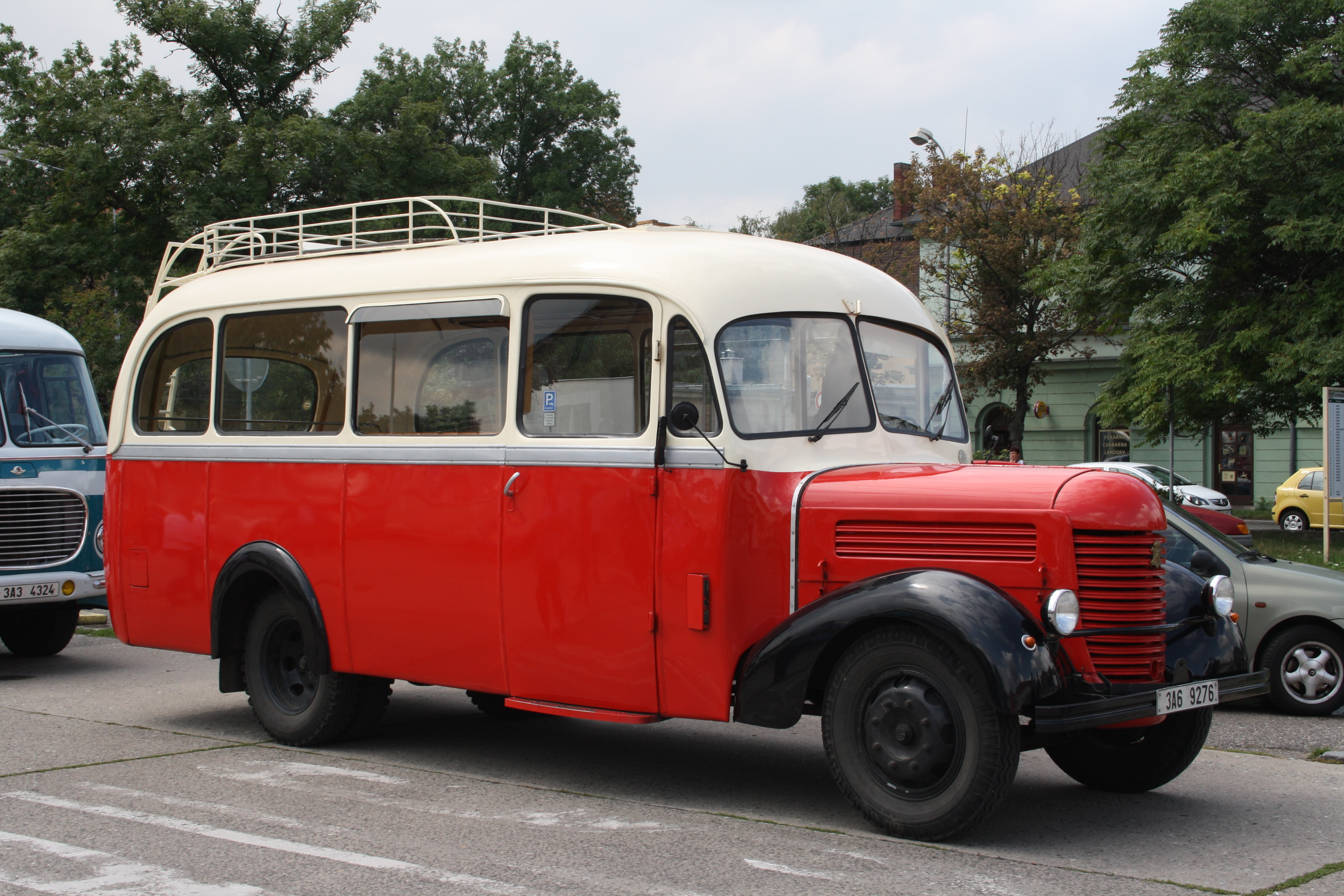
Autobus Praga RND

### Vozidla ze zemí RVHP
Po skončení výroby vozidel řady Praga RN/RND nebylo k dispozici vhodné vozidlo pro rozvážkovou službu. Potřeba nových vozidel byla kryta dovozem ze zemí RVHP. Postupně se na silnicích Československa objevilo několik typů dnes už prakticky neznámých vozidel.

#### Německá demokratická republika
- Phänomen Granit 30k/Robur Garant 30k

Vyráběl ho v letech 1953 až 1961 podnik VEB Robur-Werke Zittau. Vozidlo s klasickou kapotovou kabinou (jako Praga RN/RND) poháněl čtyřválcový řadový benzínový nebo vznětový (Granit 32/Garant 32) motor o výkonu 40, resp. 38 kW. Pohon pouze zadních kol. Mimo základní valníkové verze byla dostupná i skříňová verze a autobus.
- Robur LO 2500

Následovník typu Granit/Garant, vyráběný stejným podnikem v Žitavě v letech 1961 až 1967. Kabina řidiče byla bezkapotová, vozidlo poháněl čtyřdobý řadový benzínový vzduchem chlazený čtyřválec o výkonu 51,5 kW. Vznikla také verze se vznětovým motorem. Základní provedení mělo pohon pouze zadních kol. Podvozek posloužil mimo valníkovou verzi také ke stavbě skříňových a speciálních nástaveb – různé pojízdné prodejny, dílny. Existoval i autobus. 

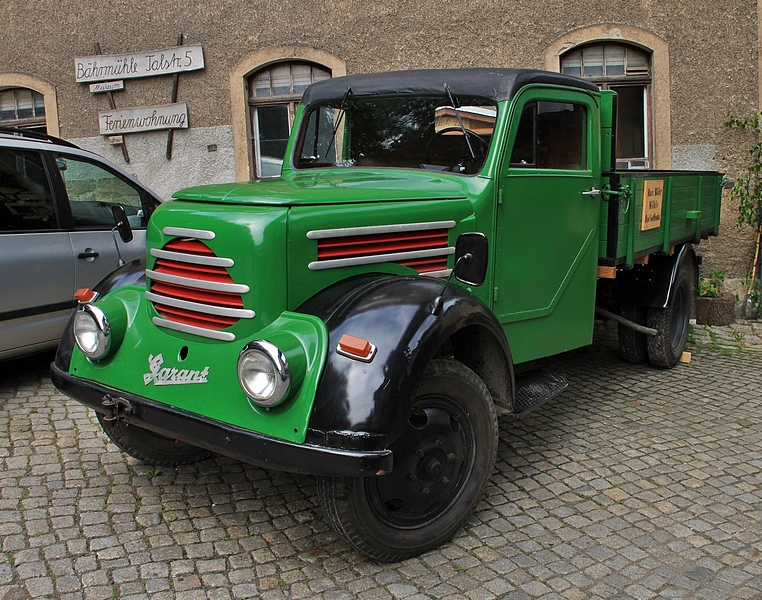
Robur Garant v provedení valník
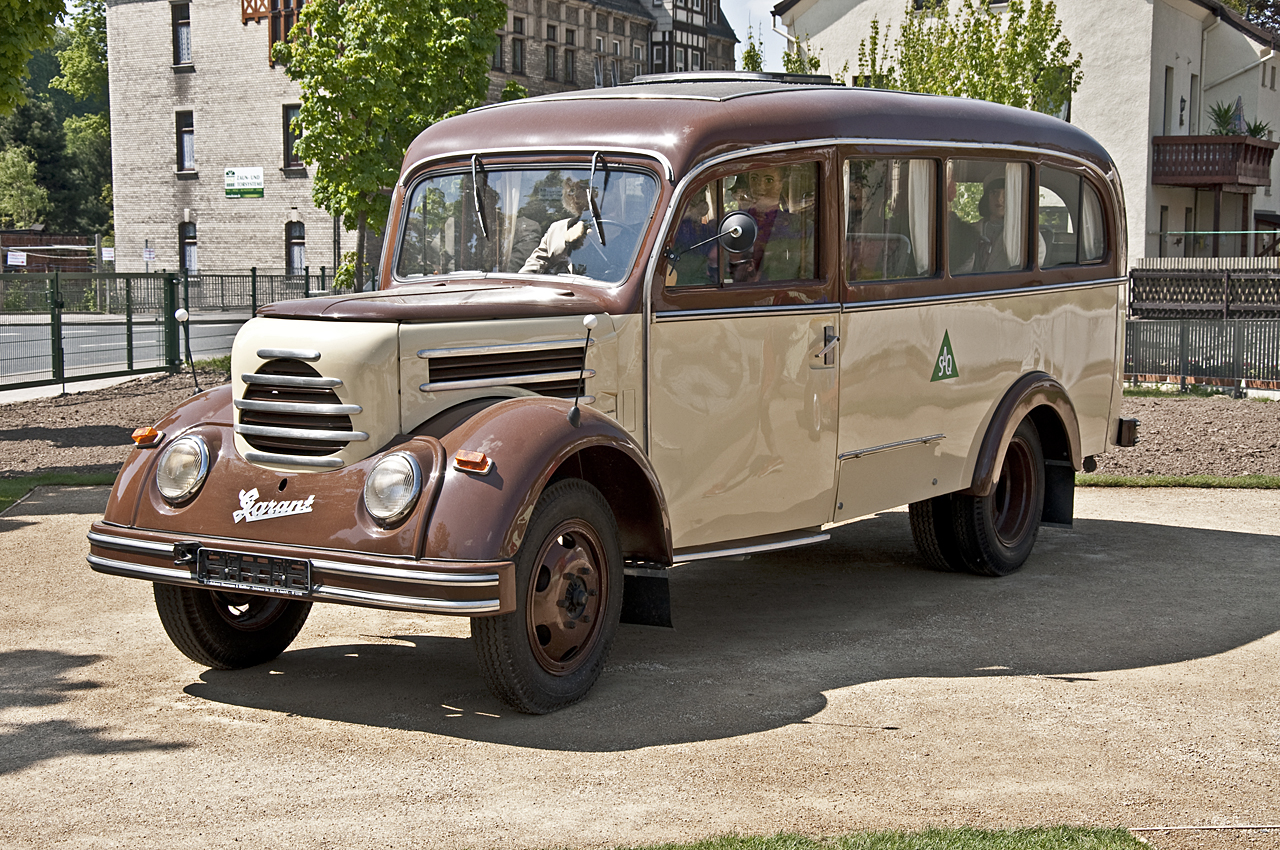
Robur Garant jako autobus
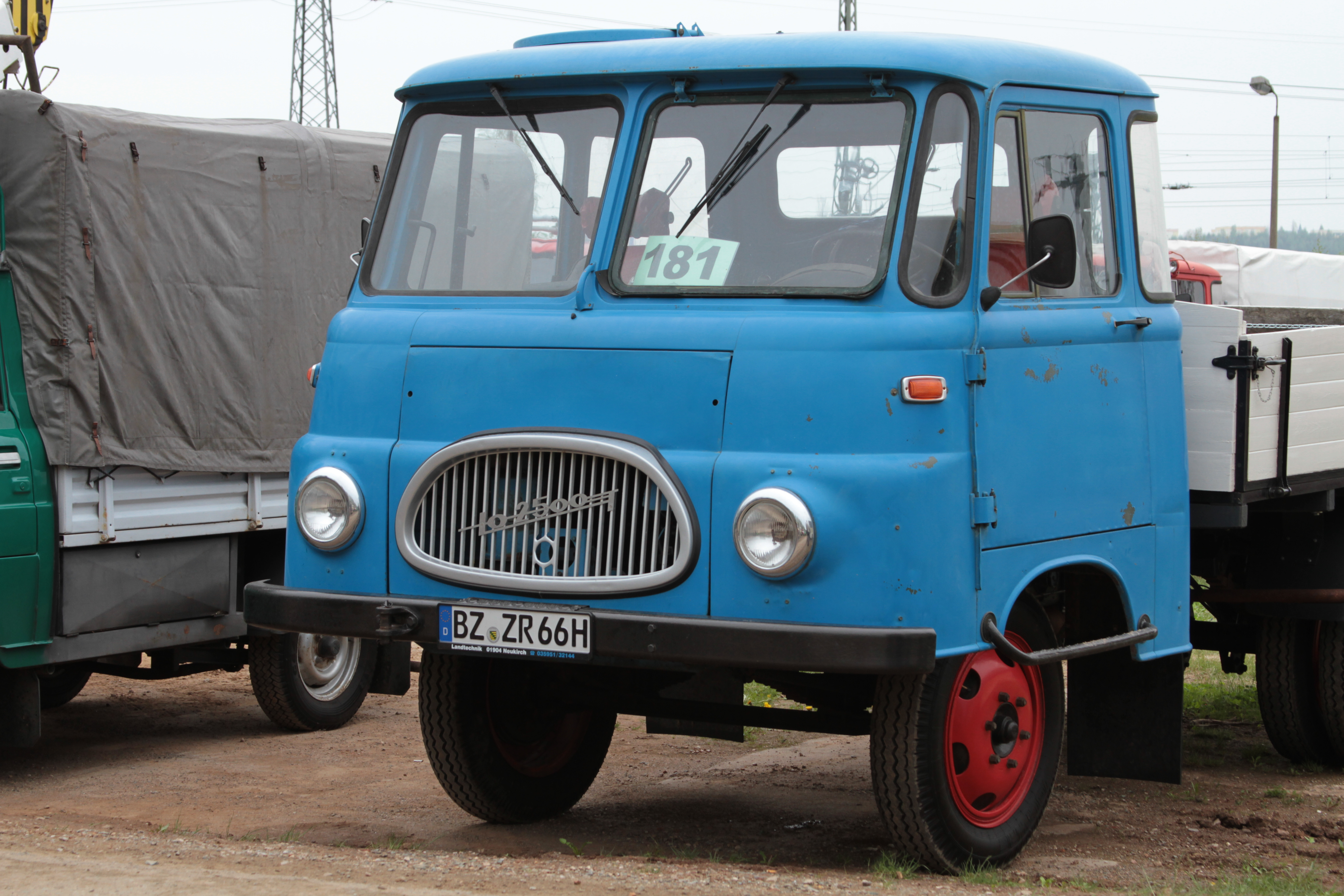
Valníková verze Robur LO 2500
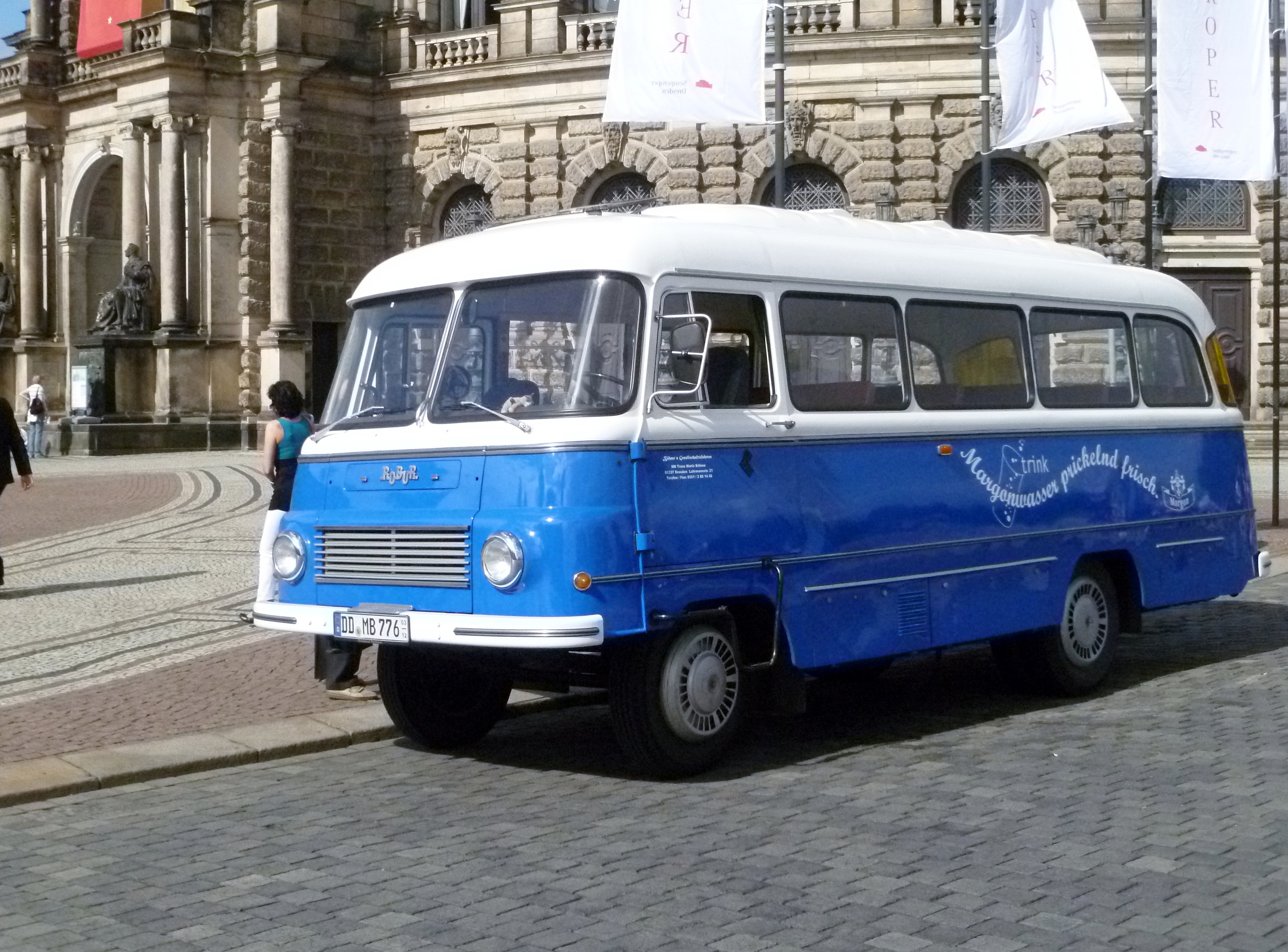
Autobus Robur LO 2501

#### Maďarsko(Maďarská lidová republika)
- Csepel D 352

Vozidlo vyráběné v licenci rakouské firmy Steyr, konkrétně řady Steyr 380/480. Kapotová kabina řidiče, motor vznětový, řadový čtyřválec 63 kW, pohon pouze zadních kol. V Československu se vyskytovalo převážně valníkové provedení, v malých počtech i sklápěče. V zemi původu byly v provozu i různé verze se skříňovými a speciálními nástavbami, včetně návěsových tahačů.
- Csepel D 452

Evoluční typ odvozený od typu D 352. V Československu prakticky pouze valníkové a sklápěčové provedení.

#### Rumunsko
- Carpati SR 131

Lehký nákladní automobil nosnosti 3 000 kg, s kapotovou kabinou řidiče, motor benzínový osmiválec do V (licence Ford), pohon pouze zadních kol. V Československu především valníkové provedení.

#### SSSR
- GAZ-52

Byl lehký nákladní automobil nosnosti 2,5 tuny. Byl následníkem modelu GAZ-51, od kterého zdědil podvozek a především motor, řadový, benzínový, vodou chlazený šestiválec o výkonu 55 kW. Kabina řidiče byla kapotová, shodná se souběžně vyráběným výkonnějším modelem GAZ-53. Základní model měl pohon pouze zadních kol. Vůz vyráběl v letech 1966 až 1989 Gorkovský Automobilový Závod (GAZ) ve městě, které se nyní (zima 2016) jmenuje Nižní Novgorod. Mimo základní valníkové provedení posloužil GAZ-52 jako podvozek pro stavbu mnoha účelových nástaveb. V Československu se tato vozidla nevyskytovala.

#### Zbytek RVHP
V Polsku vznikala vozidla se značkou Star a v Bulharsku pod značkou Madara v Šumenu licenční verze sovětských automobilů GAZ. Tato vozidla se v Československu nevyskytovala.

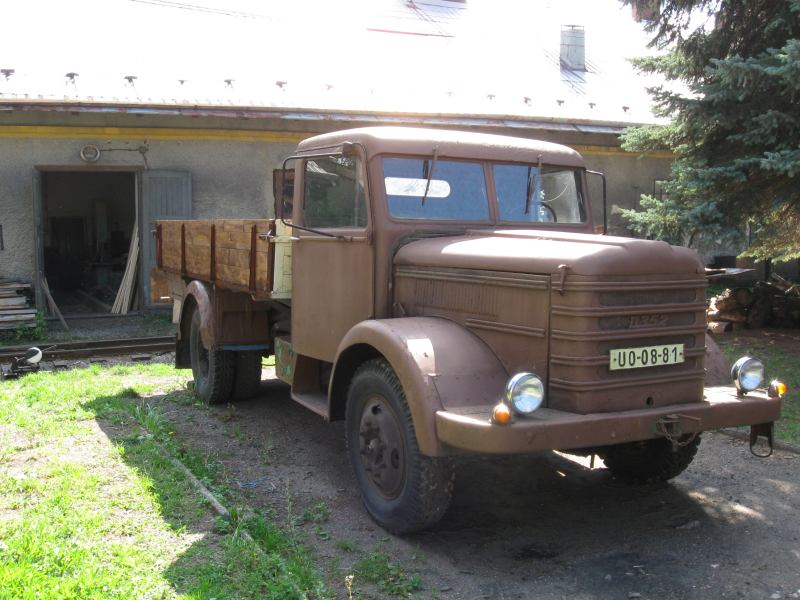
Csepel D 352 valník
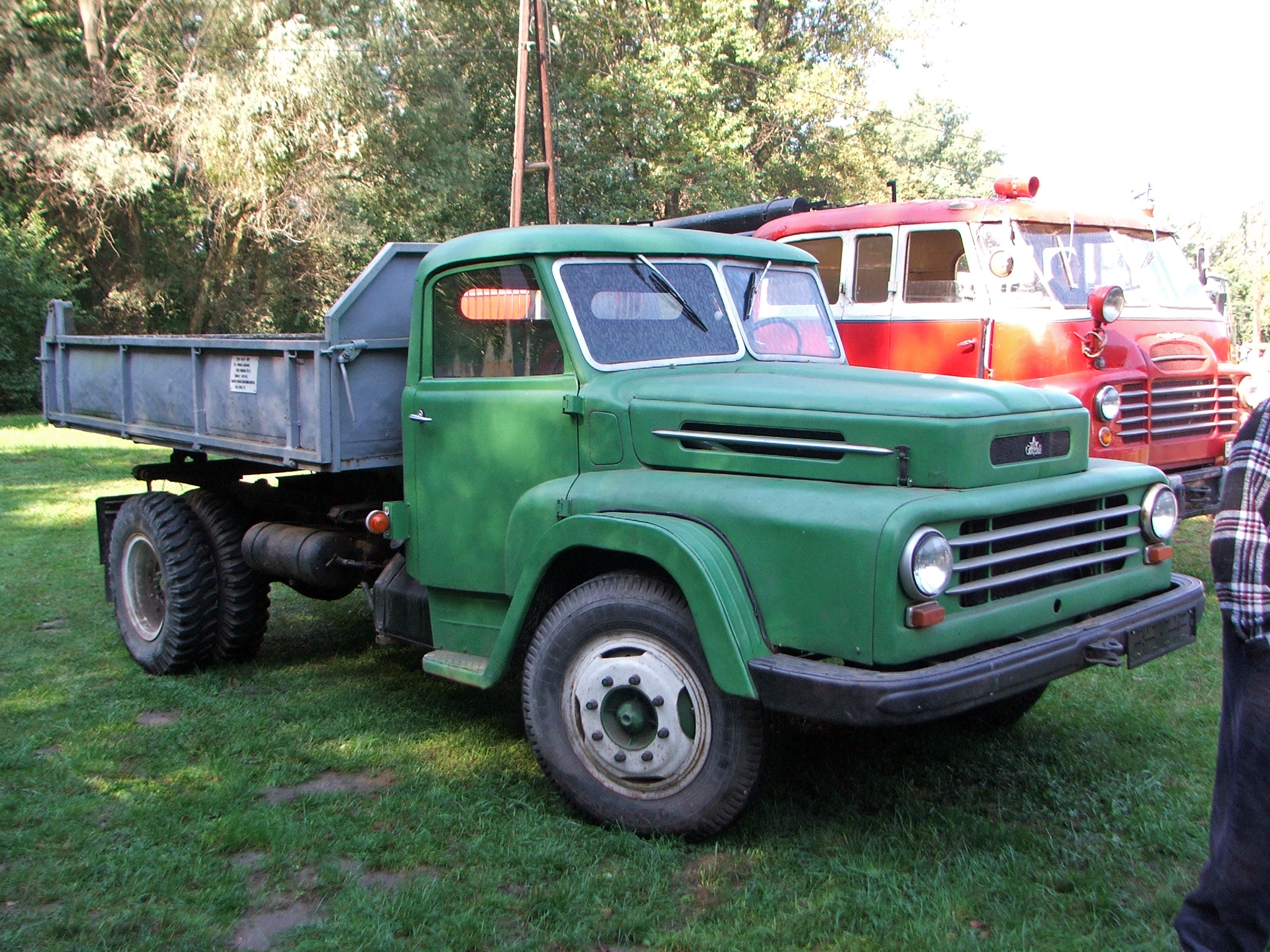
Sklápěč Csepel D 450
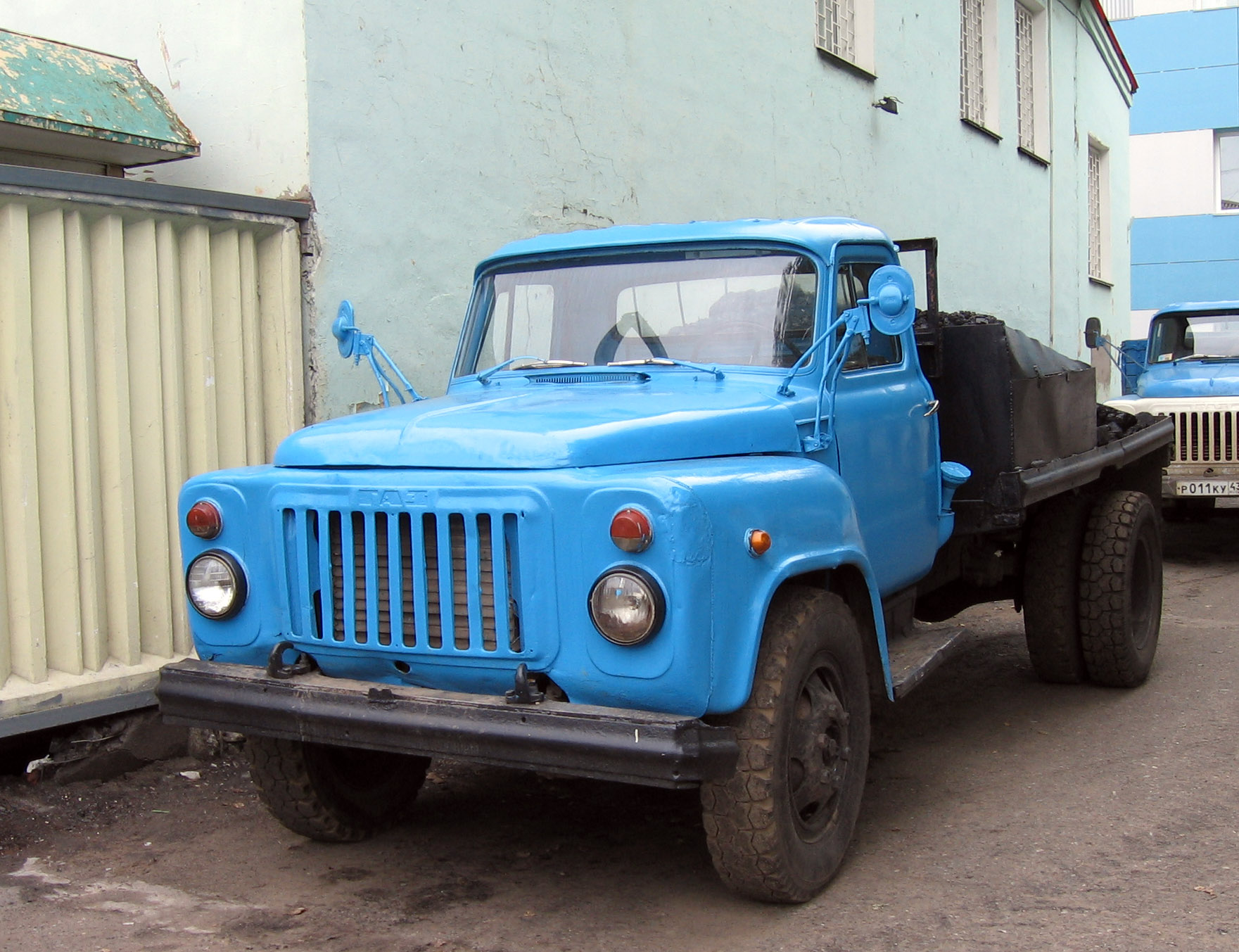
GAZ-52 plošina
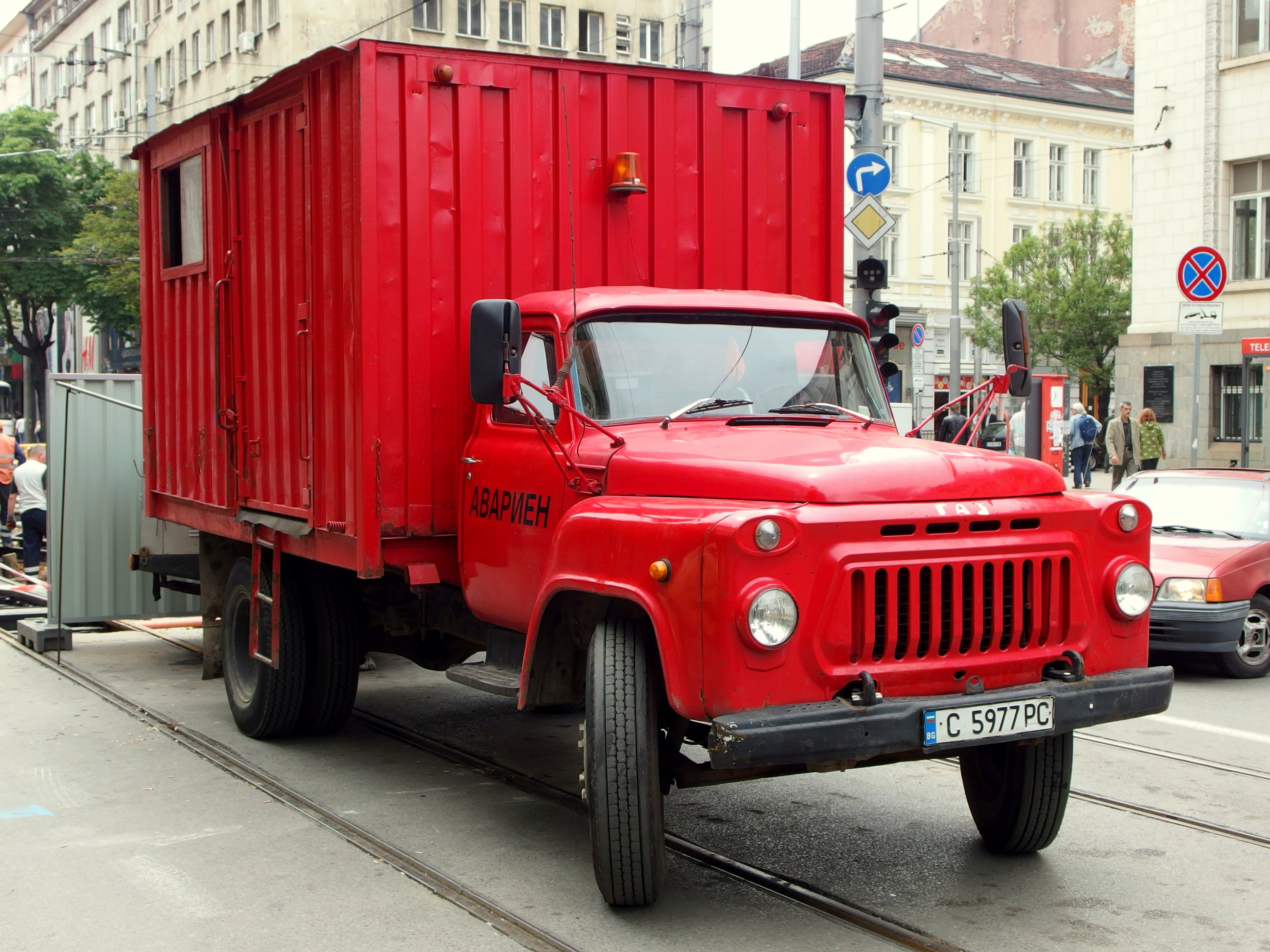
GAZ-52 skříňová nástavba

### Francouzský vzor
Předlohou pro licenční výrobu byly automobily francouzského výrobce Renault-Saviem, konkrétně Super-Goelette SG2 pro vůz A 15 a Super-Galion SG4 pro vůz A 30. Souběžně s výrobou v Avii byly tyto vozy licenčně vyráběny také italskou firmou Alfa Romeo. Vozy Alfa Romeo A15 a A19 odpovídaly SG2 a vozy A38 vzoru SG4. Vozidla shodná s francouzskou předlohou Saviem se v letech 1968 až 1977 prodávala také v NSR (dobový český název pro Spolkovou republiku Německo) jako MAN 270 (SG2) a MAN 485 (SG4).

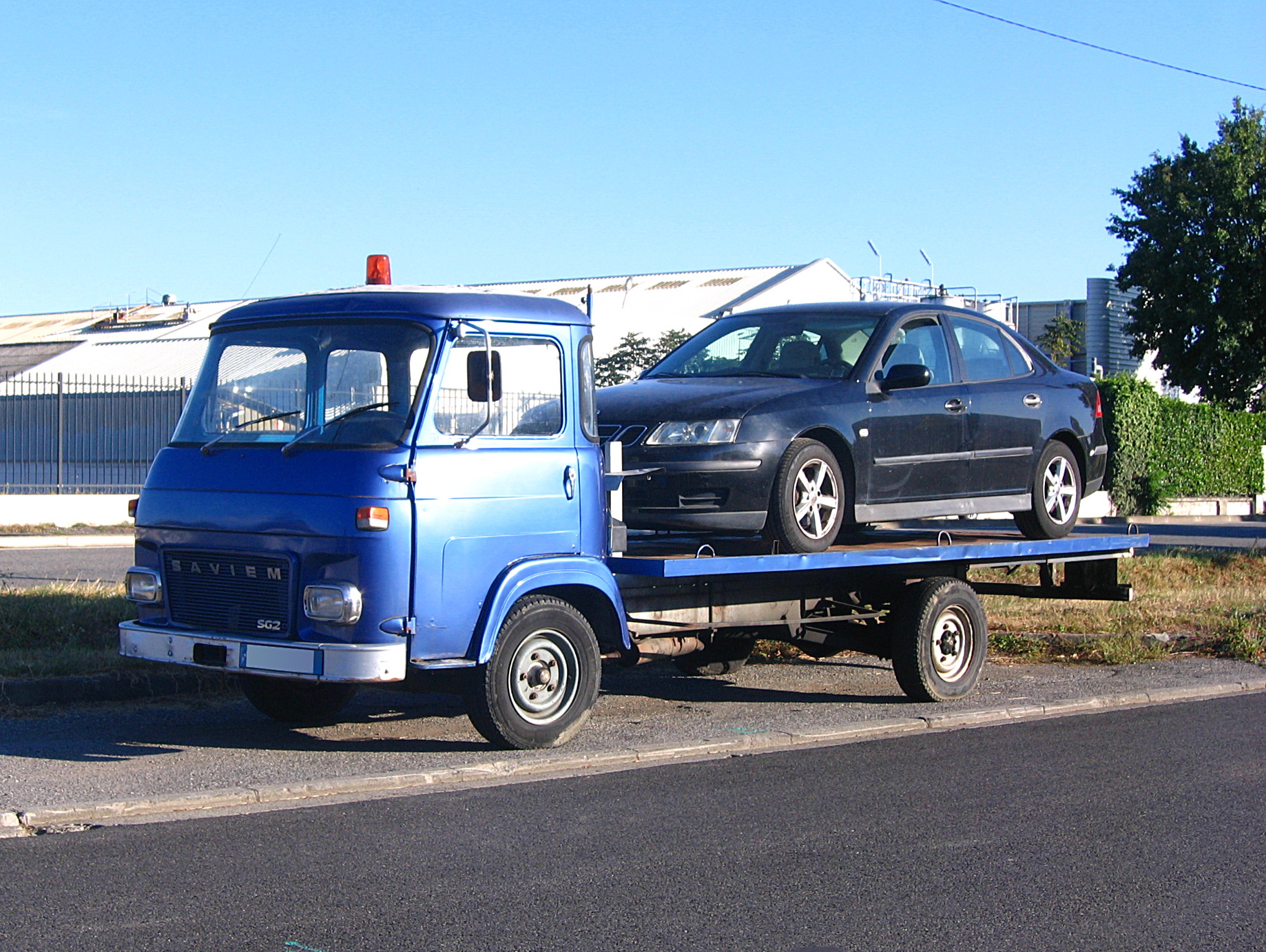
Renault Saviem Super Goelette SG2 odtahovka
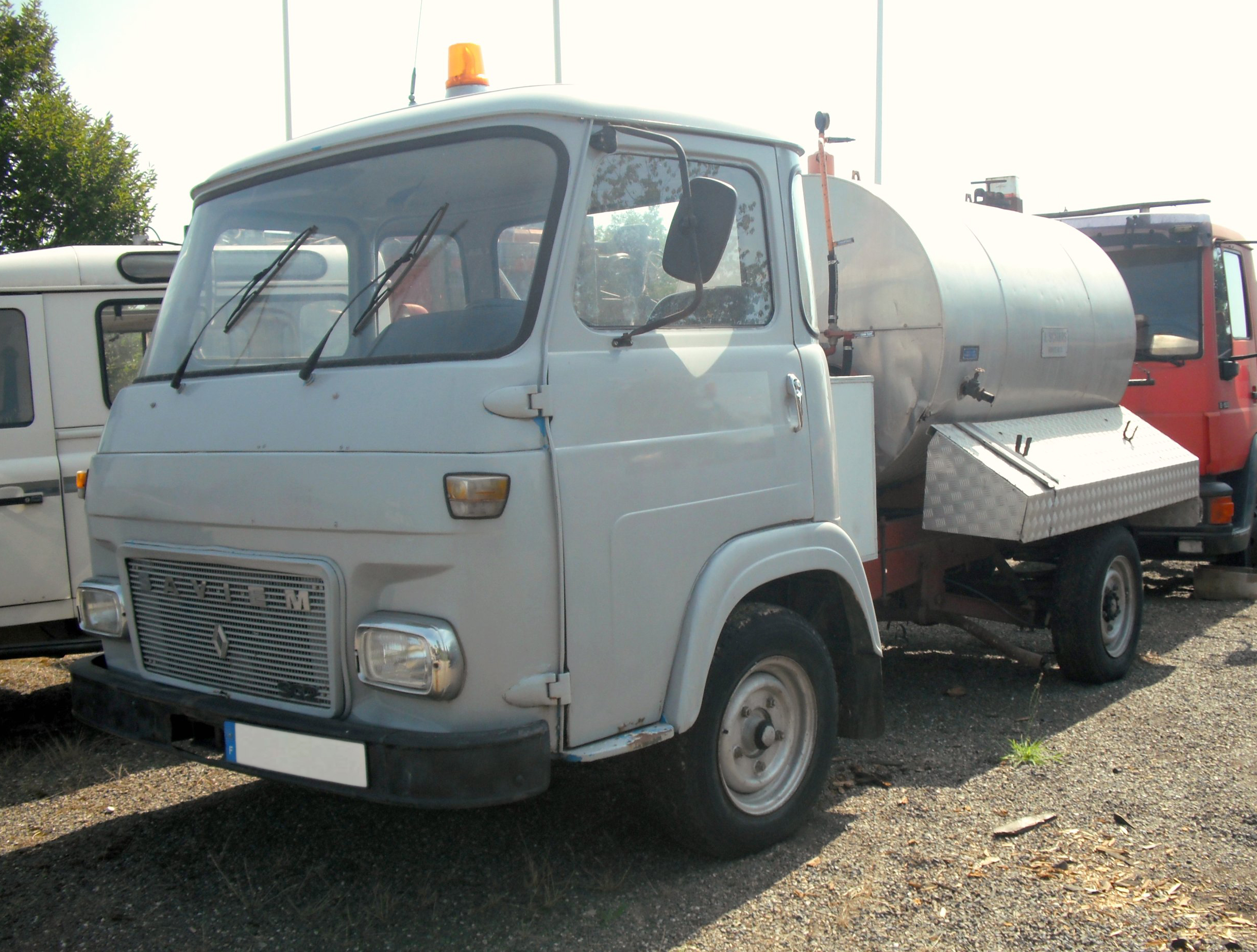
Renault Saviem Super Goelette SG2 cisterna
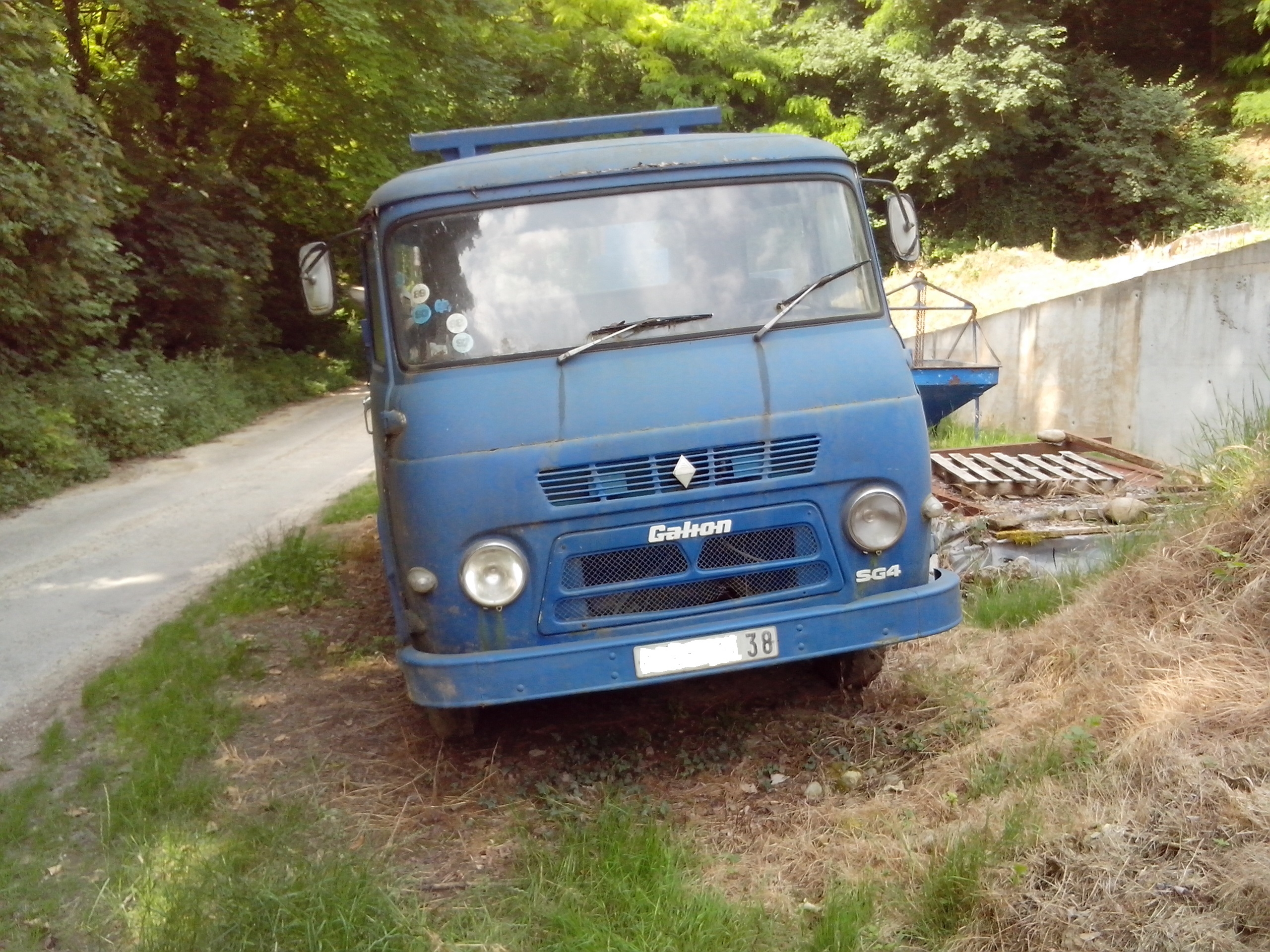
Renault Saviem Super Galion SG4 stará verze s kulatými světlomety

## Automobily Avia ve srovnání s licenčním vzorem

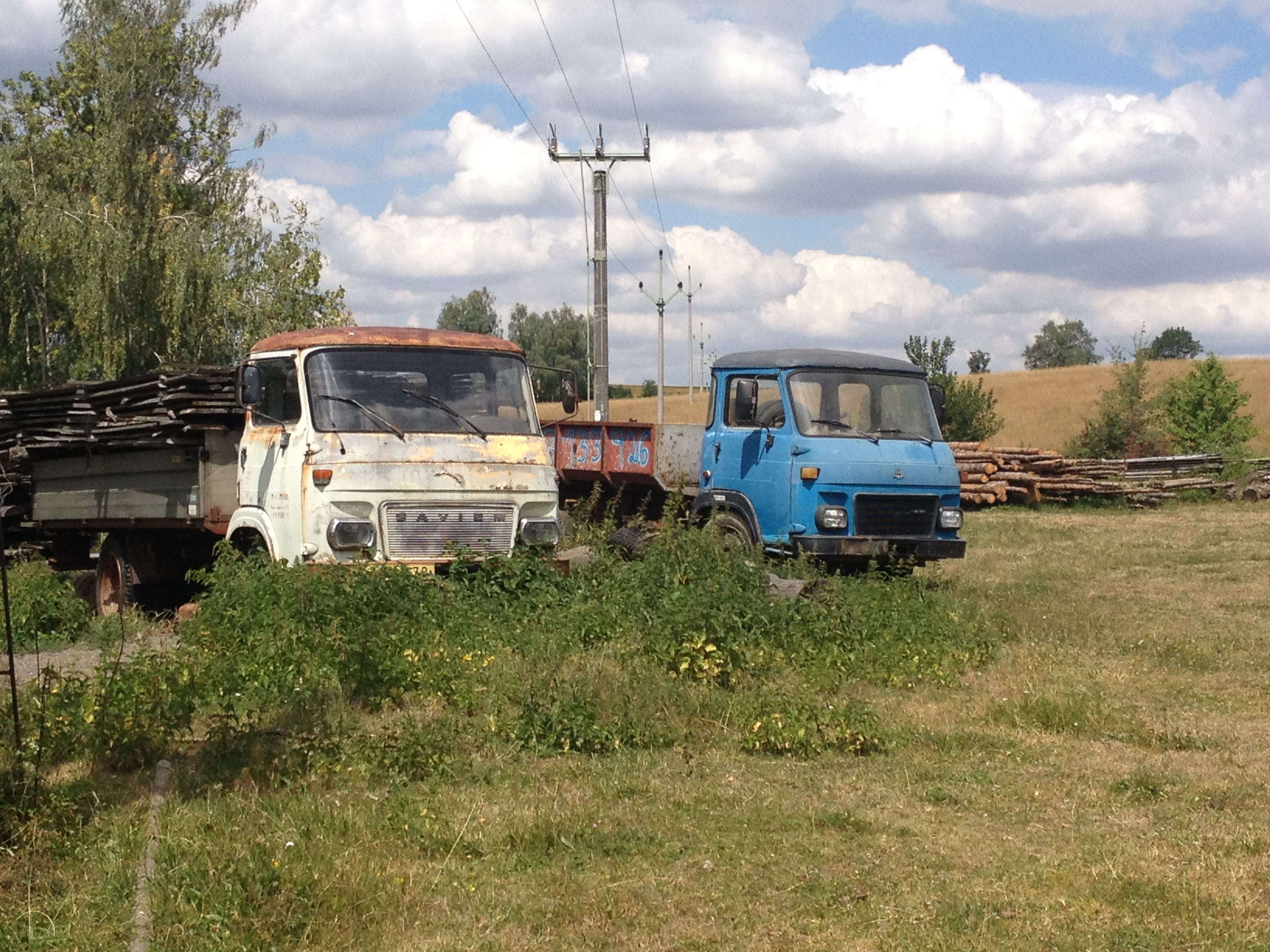
Srovnání vozů Avia a Saviem poblíž Pavlova na Vysočině

Projekt výroby vozidel A 15 / A 30 byl koncipován tak, aby kompletní vozidla bylo možné vyrábět v Československu, bez potřeby dovozu dílů ať už od původních výrobců ve Francii nebo z ostatních zemí RVHP. Současně bylo při případných náhradách maximálně dbáno na to, aby do vozidel vyrobených v Československu bylo možné montovat díly původních výrobců. To bylo významné především v období, kdy byly vozy vyrobené v Avii prodávány v prodejní síti Renaultu (některé země severní Afriky).
Ačkoliv rozběhové série vozů byly montovány částečně z československých a částečně z původních dílů, určité konstrukční skupiny byly přizpůsobeny československým materiálům, normám a výrobním možnostem. Byla překonstruována původní jednookruhová brzdová soustava s podtlakovým posilovačem na dvouokruhovou soustavu s přetlakovým posilovačem. Proto byl motor vybaven kompresorem místo vývěvy. Rotační vstřikovací čerpadlo bylo nahrazeno řadovým čerpadlem, s jehož výrobou už byly v Československu zkušenosti. Nově byly vyvinuty a vyráběny bezdušové pneumatiky, disková kola, spouštěč, alternátor, akumulátory, chladič, přístrojová deska, volant a některé další komponenty. Také elektrická výzbroj byla upravena pro přístroje vyráběné v Československu. Celá valníková karosérie včetně kování a oblouků s plachtou byla překonstruována na tuzemské materiály. Československé valníky měly dřevěné bočnice i podlahy na rozdíl od francouzské předlohy, která měla kovové bočnice.
Během výroby proběhly některé výrazné změny:
- Od ledna 1977 měly motory vrtání válců zvětšené z 98 na 102 mm a snížené maximální otáčky. Záměrem bylo zvýšení výkonu motoru.
- V roce 1979 byly provedeny úpravy na podvozku a brzdovém systému vozidla A 15, které umožnily zvýšit užitečnou hmotnost o 250 kg. Následně bylo vozidlo označováno jako A 20.
- Počátkem roku 1983 skončila výroba typů A 20 / A 30 a po podstatných úpravách motoru, převodovky, řízení, rámů, kabiny řidiče i valníkové nástavby byla vozidla následně označována A 21 / A 31. Tyto vozy byly vybaveny pětistupňovou převodovkou.
- Od poloviny roku 1988 byla řadicí páka přemístěna z místa pod volantem na podlahu kabiny mezi sedadlo řidiče a sedadlo spolujezdce na krytu motoru.
- Počátkem roku 1993 byly původní atmosférické motory řady 712 nahrazeny motory řady D407 s turbodmychadlem. Motory dosahovaly vyššího točivého momentu a plnily aktuální emisní normu EURO1. Vozy s těmito motory byly označovány A 21 Turbo / A 31 Turbo, případně A 21T / A 31T.
- Poslední velká inovace proběhla v roce 1996, kdy byla použita některá řešení připravená už pro novou řadu vozů A 60 / A 70 / A 75 / A 80. Motor D421.76.01 už splňoval EURO2, bylo použito rotační vstřikovací čerpadlo Bosch, nové trysky, písty, nová hlava motoru. Byla použita úplně nová palubní deska. Z vnějších změn nejnápadnější bylo použití plastové černé masky chladiče s kulatými světlomety. Výroba tohoto provedení skončila s koncem roku 1998.

## Označování vyráběných verzí
Podvozky byly vyráběny ve třech délkách rámů, s různým rozvorem náprav a převisem za zadní nápravou. V identifikaci vozidla je to vyznačeno doplňkovým písmenem.
- N – normální rozvor 3 240 mm, převis 1 910 mm,
- K – zkrácený rozvor 2 680 mm, převis 1 280 mm,
- L – prodloužený rozvor 3 640 mm, převis 2 110 mm.

## Vyráběné verze
- A 15 N / A 20 N – podvozek s kabinou řidiče,
- A 15 F / A 20 F – skříňový automobil typu furgon,
- A 15 N-SJ / A 20 N-SJ – skříňový automobil s jednotnou skříňovou karosérií,
- A 15 N-SPE / A 20 N-SPE – skříňový automobil pro rozvoz pečiva,
- A 15 N-ZV / A 20 N-ZV – automobil pro přepravu zvířat,
- A 15 N-SPH / A 20 N-SPH – skříňový pohřební automobil.

- A 30 N, K, L – podvozek s kabinou řidiče, podvozek s kabinou řidiče a pomocným pohonem z převodovky (doplněným popřípadě hydraulickým čerpadlem), valník s plachtou i bez plachty,
- A 30 N-BUS – podvozek pro autobus Ikarus 553,
- A 30 N-HČ – valník s hydraulicky zvedaným zadním čelem,
- A 30 N-SJ – skříňový automobil s jednotnou skříňovou karosérií,
- A 30 N-SDO – skříňová pojízdná opravna,
- A 30 N-SP – skříňový poštovní vůz,
- A 30 N-SPO – skříňový přepravník osob,
- A 30 N-SPE – skříňový automobil pro rozvoz pečiva,
- A 30 N-SPP – pojízdná prodejna potravin,
- A 30 N-SPM – pojízdná prodejna masa,
- A 30 N-PK – valník s prodlouženou kabinou řidiče,
- A 30 K-SI – izotermická skříň,
- A 30 K-CA – cisterna na pohonné hmoty,
- A 30 K-S – sklápěč jednostranný (dozadu),
- A 30 K-MP 13 – vysokozdvižná plošina,
- A 30 L-SJ – skříňový automobil s prodlouženou jednotnou skříňovou karoserií,
- A 30 L-SNA – skříňový automobil pro přepravu nábytku,
- A 30 L-ČSA – zvedací skříň pro zásobování letadel,

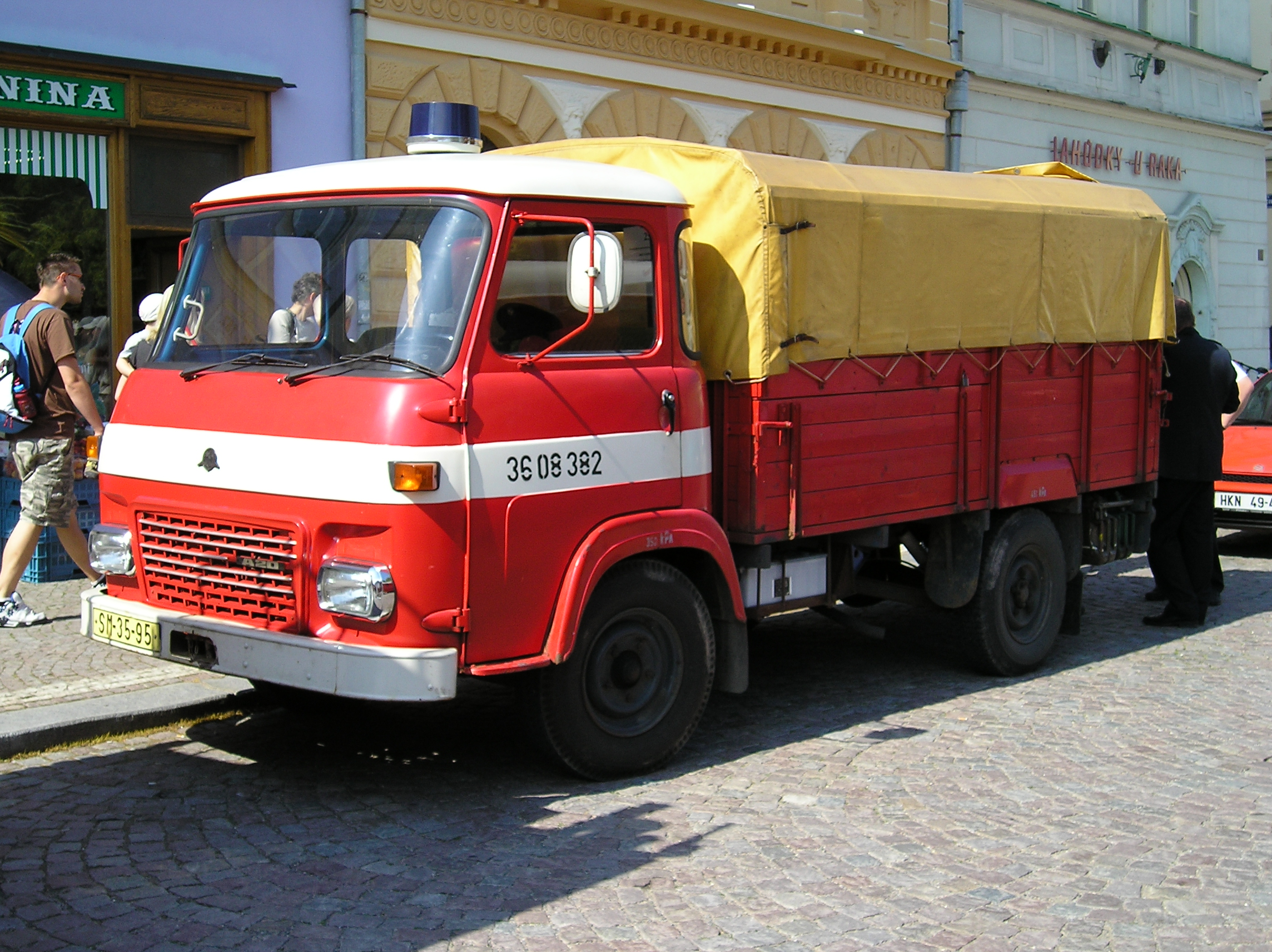
Avia A 20
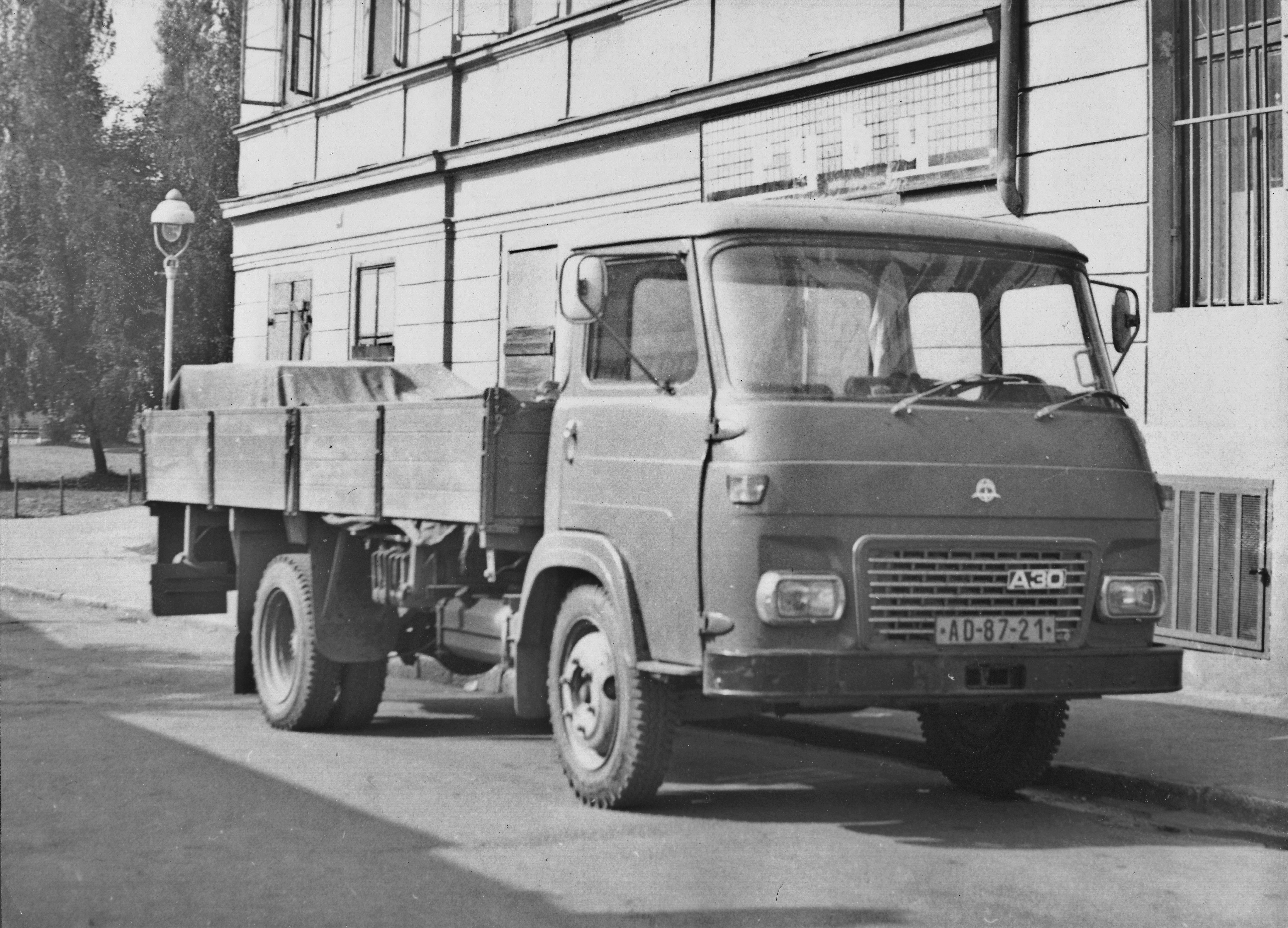
Avia A 30 s valníkovou nástavbou
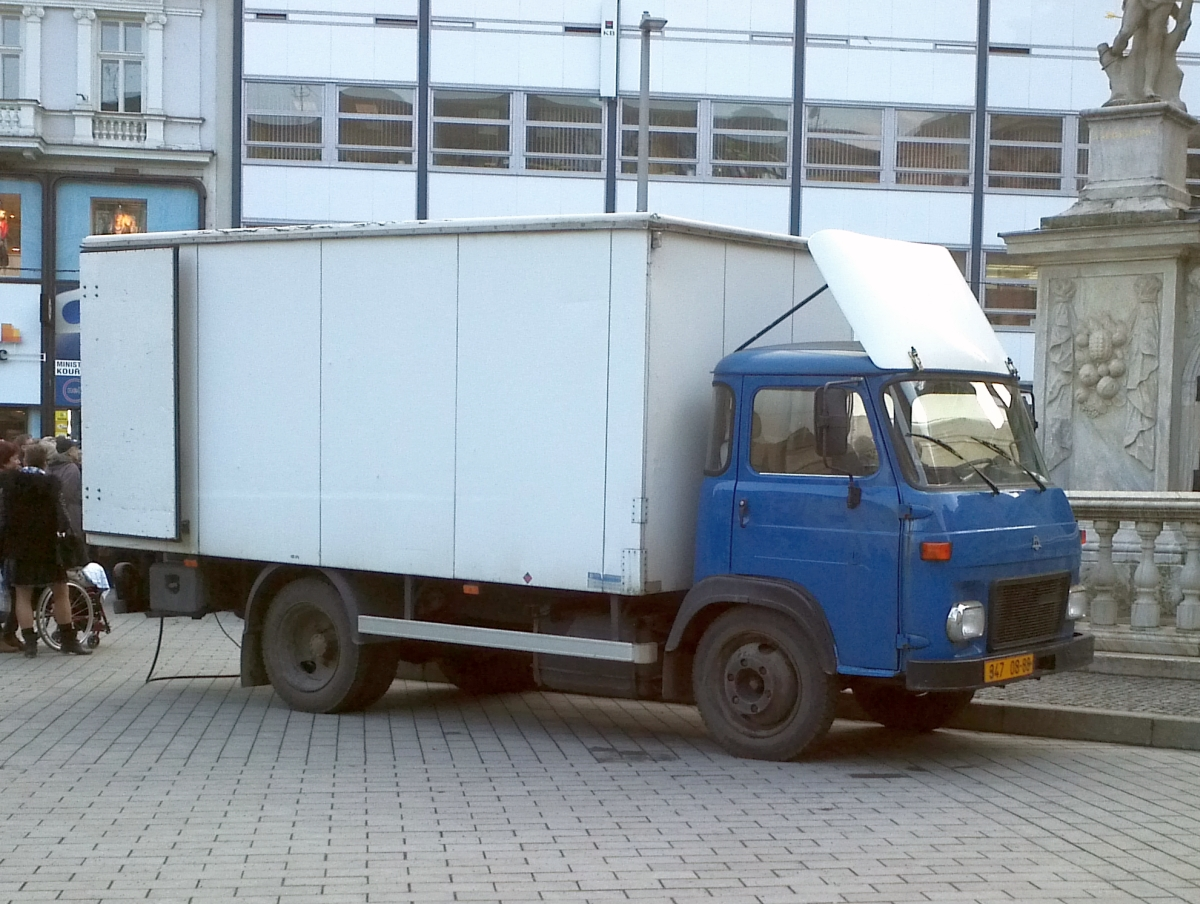
Avia A 30 skříňová nástavba
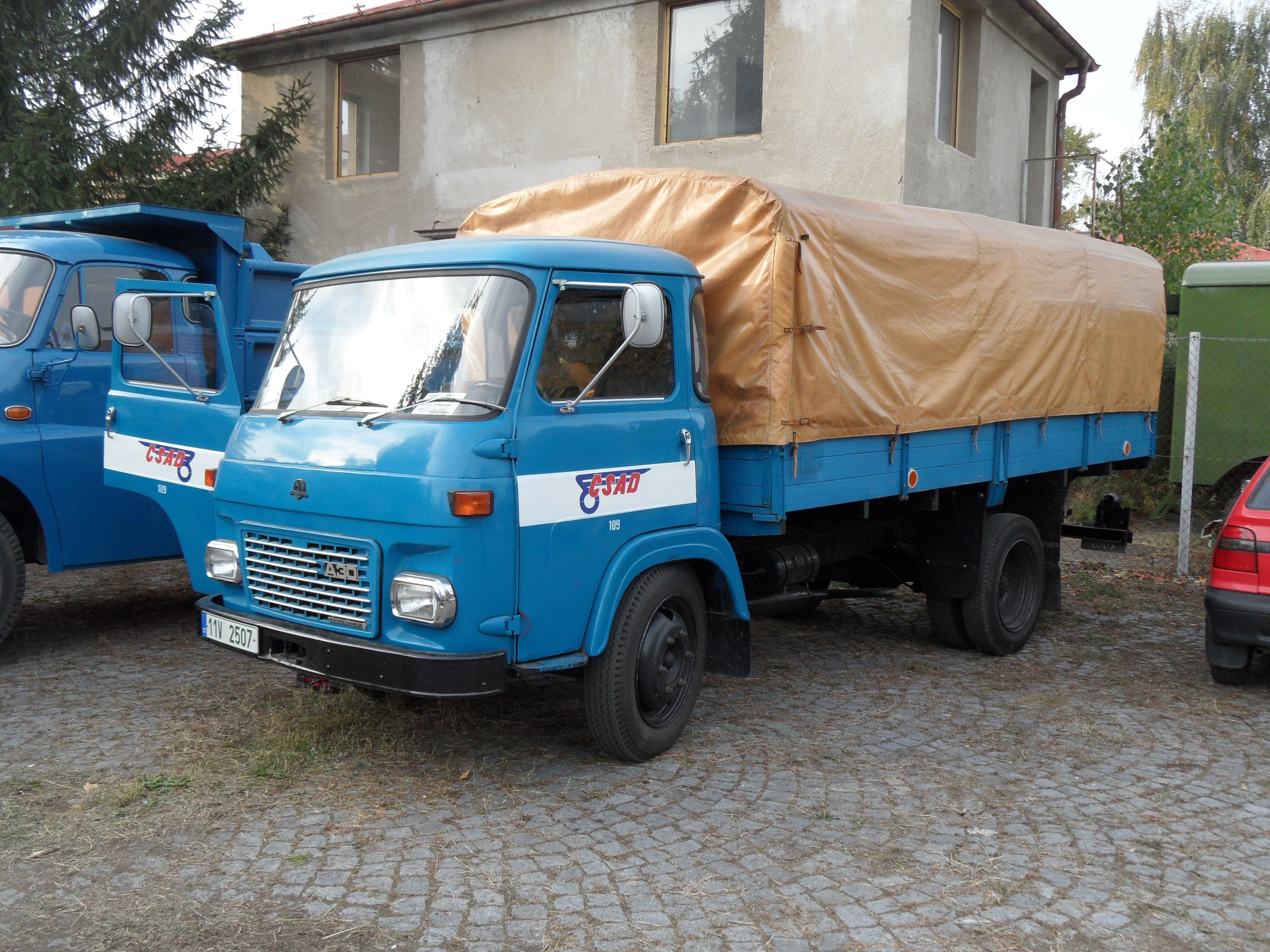
Klasické provedení valníku A 30 s plachtou

## Autobusy na podvozcích Avia
- Karosa A 30-D7 (1967 – 1969) – Autobus délky 6,5 metru na podvozku A 30, určen pro 24 cestujících, pouze jedny bouchací dveře pro cestující. Vzniklo pouze 15 kusů.
- Ikarus-Avia 553 (1977 – 1983) – Vozidlo délky 6,5 metru na podvozku A 30, určeno pro 19 cestujících, jedny dvoudílné skládací dveře. Karosérie Ikarus, Székesfehérvár, Maďarsko.
- A 30 N-SPO – Skříňový přepravník osob tvořený samostatnou skříní na klasickém podvozku s kabinou řidiče.
- Ikarus-Avia Midi 543 (1983 – 1999) – Vozidlo délky 6,5 metru pro 19 cestujících na podvozku A 31. Jedny předsuvné dveře. Vzniklo několik modifikací, lišících se mírně délkou, použitím neděleného čelního skla, odlišným osvětlením. Karosérie Ikarus.
- Avia A 31-Čavdar LC-51 (1983) – Autobus pro 21 cestujících na podvozku A 31 vyráběla továrna v bulharském Botevgradu. Tak jako u dalších vozidel z tohoto podniku, byly karosérie odvozeny od licenčních autobusů Setra.
- Avia A 21-TAZ Neretva (1987) – Minibus pro 14 cestujících na podvozku A 21, délka 5,34 metru. Vyráběla ho firma TAZ – Tvornica Avtobusa Zagreb (Jugoslávie, dnes Chorvatsko). Několik těchto vozidel bylo zkoušeno v Československu i v přestavbě na sanitní.

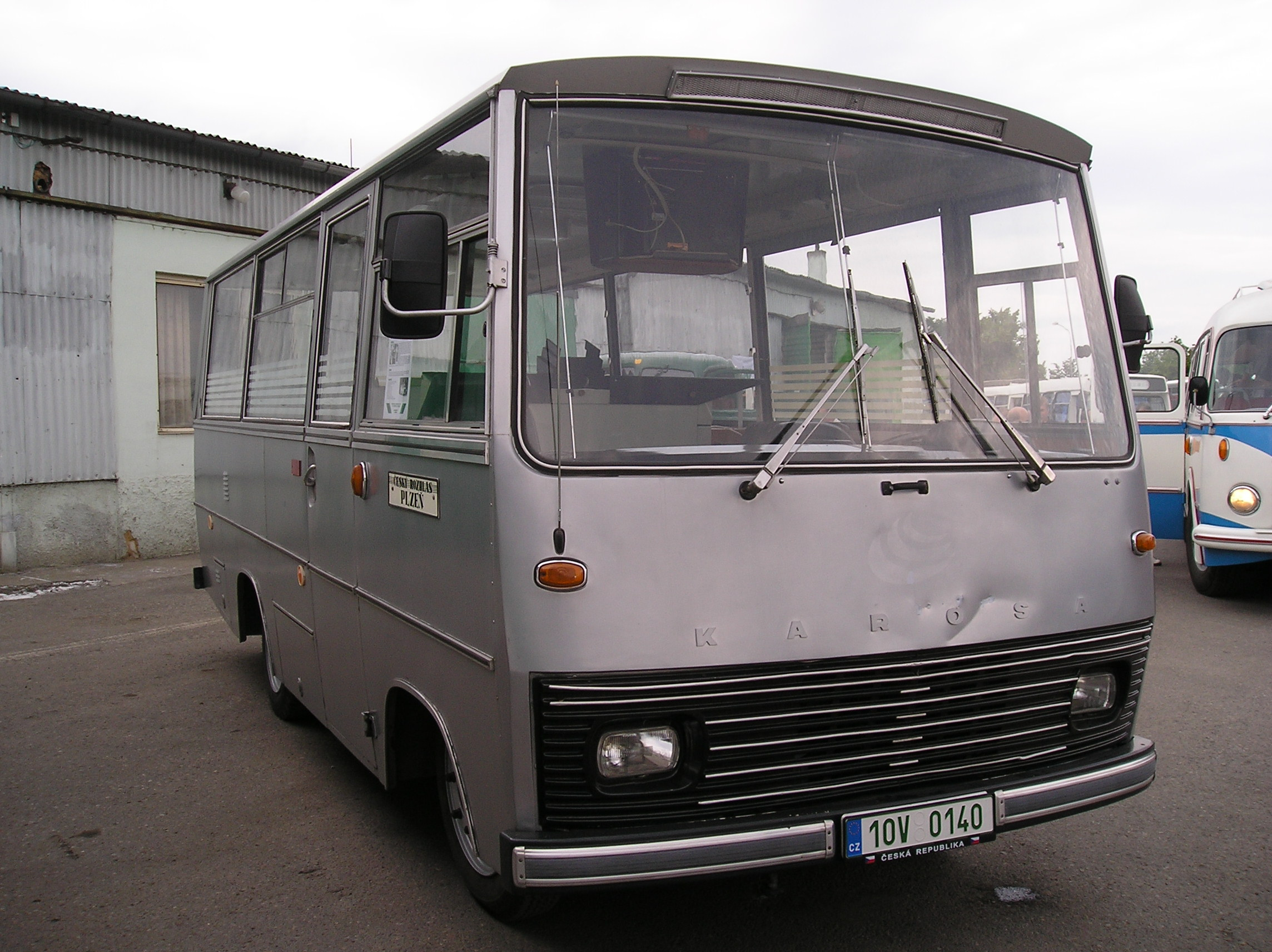
Autobus vyrobený v roce 1967 v Karose Vysoké Mýto na podvozku A 30
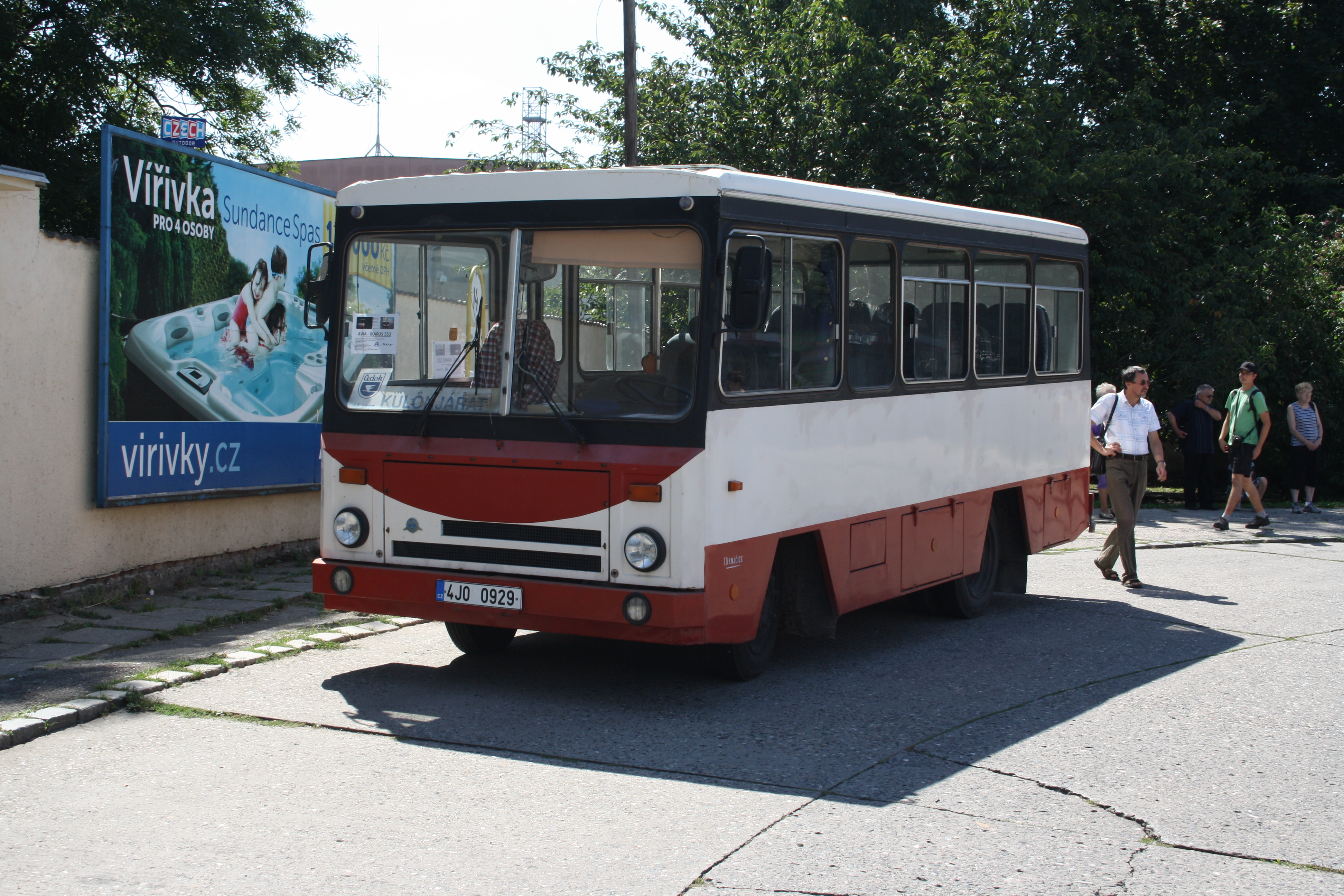
Autobus Ikarus 553 maďarské výroby na podvozku A 30
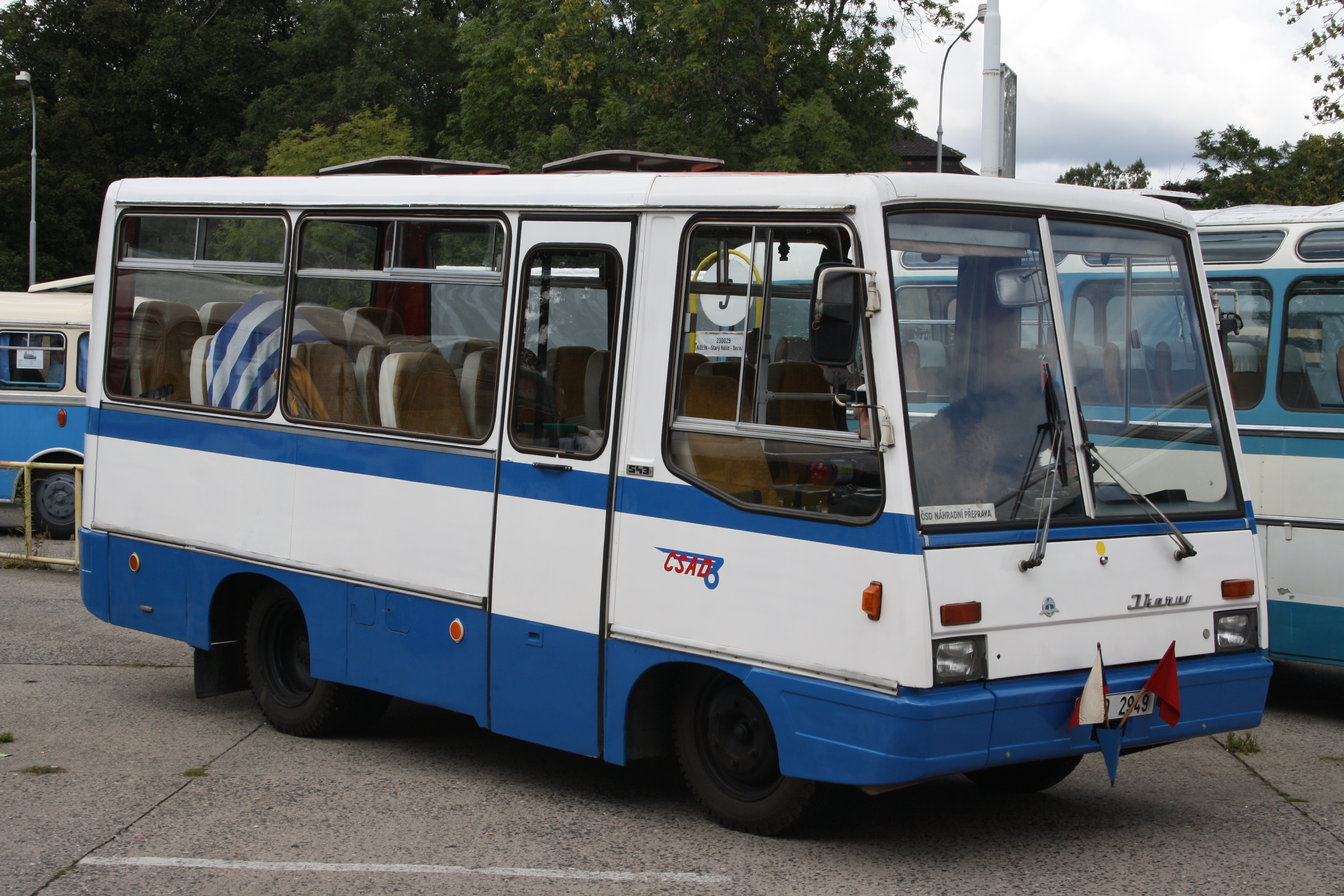
Autobus Ikarus – Avia Midi 543 na podvozku A 31
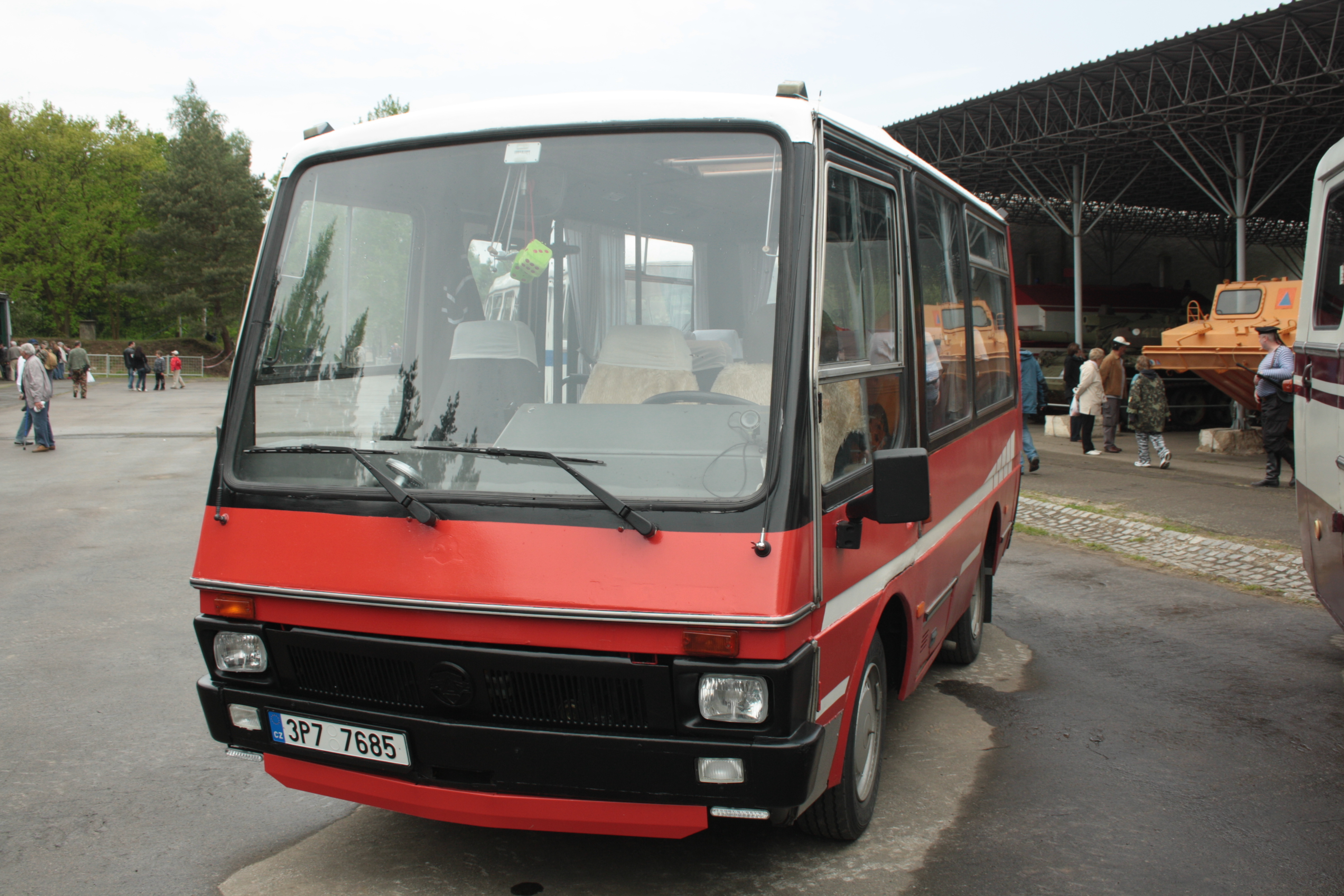
Autobus Avia A21-TAZ Neretva z roku 1987

## Konstrukční celky vozidla

### Motor
Pro všechny automobily A 15 / A 20 / A 30 / A 21 / A 31 byl použity shodné motory (motory shodné koncepce). Šlo o čtyřdobé, řadové vznětové čtyřválce, chlazené kapalinou se spalovacím prostorem MAN. Blok válců i hlava válců byly odlité z šedé litiny. Rozvod motoru byl ventilový OHV. Vstřikovací čerpadlo bylo řadové. Chladicí soustava byla přetlaková, s nuceným oběhem kapaliny pomocí odstředivého čerpadla. Součástí chladicí soustavy byl trubkový chladič s termostatem. Spouštěč byl přírubový, s elektromagnetickým vysouváním pastorku. Alternátor byl třífázový, s vestavěným usměrňovačem. Poháněn byl klínovým řemenem od klikového hřídele. Základní typy motorů:
- 712.01 pro vozy A 30 do konce roku 1976, vrtání × zdvih (mm): 98 × 110, objem válců (cm³): 3 319, max. výkon 58,8 kW,
- 712.03 pro vozy A 15 do konce roku 1976, vrtání × zdvih (mm): 98 × 110, objem válců (cm³): 3 319, max. výkon 53 kW,
- 712.11 pro vozy A 30 od roku 1977, vrtání × zdvih (mm): 102 × 110, objem válců (cm³): 3 595, max. výkon 58,8 kW,
- 712.13 pro vozy A 15 od roku 1977 a následně pro vozy A 20, vrtání × zdvih (mm): 102 × 110, objem válců (cm³): 3 595, max. výkon 53 kW,
- 712.18 pro vozy A 31 a A 21 od roku 1983, vrtání × zdvih (mm): 102 × 110, objem válců (cm³): 3 595, max výkon 61 kW.

### Spojka
Spojka byla třecí, suchá, jednokotoučová, pružinová, jmenovitého průměru 250 mm. Ovládání bylo mechanické, pedálem z místa řidiče.

### Převodovka
Převodovka vozidel A 15 / A 20 / A 30 byla čtyřstupňová, u vozidel A 21 / A 31 pětistupňová. Oba typy převodovek byly mechanické s klasickým předlohovým uspořádáním. Kterákoliv převodovka mohla být vybavena vývodem pomocného pohonu. Řazení rychlostních stupňů bylo mechanické, ruční pákou umístěnou pod volantem.

### Nápravy
Přední náprava byla řídicí, nepoháněná. Zadní náprava poháněná. Vozy A 15 / A 20 / A 21 měly na zadní nápravě jednoduchou montáž kol, vozy A 30 / A 31 měly na zadní nápravě dvoumontáž.

### Kola a pneumatiky
- A 15 / A 20 / A 21 – ráfky rozměru 5,5 × 16 pro diagonální bezdušové pneumatiky 7,50-16 10 PR nebo 6 × 17,5 pro radiální pneumatiky 8,5 R 17,5 12 PR,
- A 30 / A 31 – ráfky rozměru 5,5 × 20 DC pro diagonální bezdušové pneumatiky 6,50-20 10 PR nebo radiální pneumatiky 6,5 R 20 10 PR.

### Brzdy
Provozní brzdy byly dvouokruhové, kapalinové, bubnové vpředu i vzadu. U vozů A 30 / A 31 byl přetlakový vzduchový posilovač. Tyto vozy byly vybaveny kompresorem. Ruční brzda byla mechanická, s ozubeným hřebenem a západkou, působila na zadní kola. 

### Rám
Rámy vozidel byly žebřinové. Vyrobeny byly z výlisků tvářených za studena z ocelových plechů. Hlavní nosnou částí byly podélníky profilu U s proměnlivou výškou stojiny. Některé části podélníků byly uzavřeny vevařenými výztuhami. Všechny příčky byly uzavřeného obdélníkového profilu, kromě poslední příčky, která zůstala v profilu U. Příslušenství rámu, tedy hlavně konzole pro upevnění kabiny, palivové nádrže a podobně byly k základnímu rámu přivařeny.

### Elektrická instalace
Pracovala se stejnosměrným proudem o napětí 12 V. Zapojení elektrických spotřebičů bylo jednovodičové. Druhý vodič tvořila kostra vozidla, na kterou byl zapojen záporný pól. Elektrický rozvod byl tvořen nerozebíratelnými kabelovými svazky. Zdrojem elektrické energie byl třífázový synchronní alternátor s vestavěným usměrňovačem. Jmenovité napětí alternátoru 14 V. Akumulátory byly použity dva o napětí 6 V a kapacitě 150 Ah, zapojené do série. Koncepčně šlo o běžné olověné akumulátory.

### Kabina řidiče
Kabina byla u všech popisovaných vozidel jednotná, bezkapotová, dvoudveřová. Kabina byla celokovová, svařená z výlisků z ocelového plechu tloušťky 0,8 a 1 mm. Čelní sklo bylo jednodílné, oblé, dveřní okna spouštěcí. V zadní stěně kabiny bylo další široké okno a prosklené byly i zadní rohy kabiny. Všechna okna byla zhotovena jako bezpečnostní. Kabina byla třímístná, průchozí. Sedadlo řidiče bylo posuvné, střední sedadlo bylo umístěno na krytu motoru a společně s krytem odklopné. Dveře měly závěsy umístěné vpředu. Oboje dveře byly zamykatelné zvnějšku. Vnitřek kabiny byl pokrytý protihlukovou a tepelnou izolací. Pro snazší vstup a výstup z kabiny na ní byly montovány stupačky a madla. Spolujezdcům bylo k dispozici také průběžné madlo na čelním panelu. K rámu vozu byla kabina řidiče uchycena přes čtyři pryžové silentbloky.

### Základní parametry valníkového provedení
| Parametr                                | A 15N | A 20N | A 21N | A 30N | A 31N |
| --------------------------------------- | ----- | ----- | ----- | ----- | ----- |
| rozvor náprav (mm)                      | 2680  | 2680  | 2680  | 3240  | 3240  |
| rozchod kol vpředu (mm)                 | 1642  | 1642  | 1642  | 1624  | 1624  |
| rozchod kol vzadu (mm)                  | 1680  | 1680  | 1680  | 1544  | 1544  |
| největší délka (mm)                     | 5216  | 5216  | 5216  | 6392  | 6392  |
| největší šířka (mm)                     | 1996  | 1996  | 1996  | 2162  | 2246  |
| největší výška (mm)                     | 2604  | 2604  | 2804  | 2857  | 3057  |
| pohotovostní hm. valník s plachtou (kg) | 2140  | 2140  | 2240  | 2830  | 2860  |
| celková hm. včetně 2 osob (kg)          | 3950  | 4200  | 4300  | 5950  | 5990  |
| užitečná hm. včetně 2 osob (kg)         | 1810  | 2060  | 2060  | 3120  | 3130  |

### Jízdní výkony, spotřeba
| Parametr                            | A 15N | A 20N | A 21N | A 30N | A 31N |
| ----------------------------------- | ----- | ----- | ----- | ----- | ----- |
| největší rychlost (km/h)            | 86    | 81    | 96    | 82    | 86    |
| základní spotřeba paliva (l/100 km) | 11,5  | 11,7  | 11,5  | 13,5  | 13,8  |
| dojezd (km)                         | 610   | 600   | 610   | 520   | 507   |
| objem palivové nádrže (l)           | 70    | 70    | 70    | 70    | 70    |

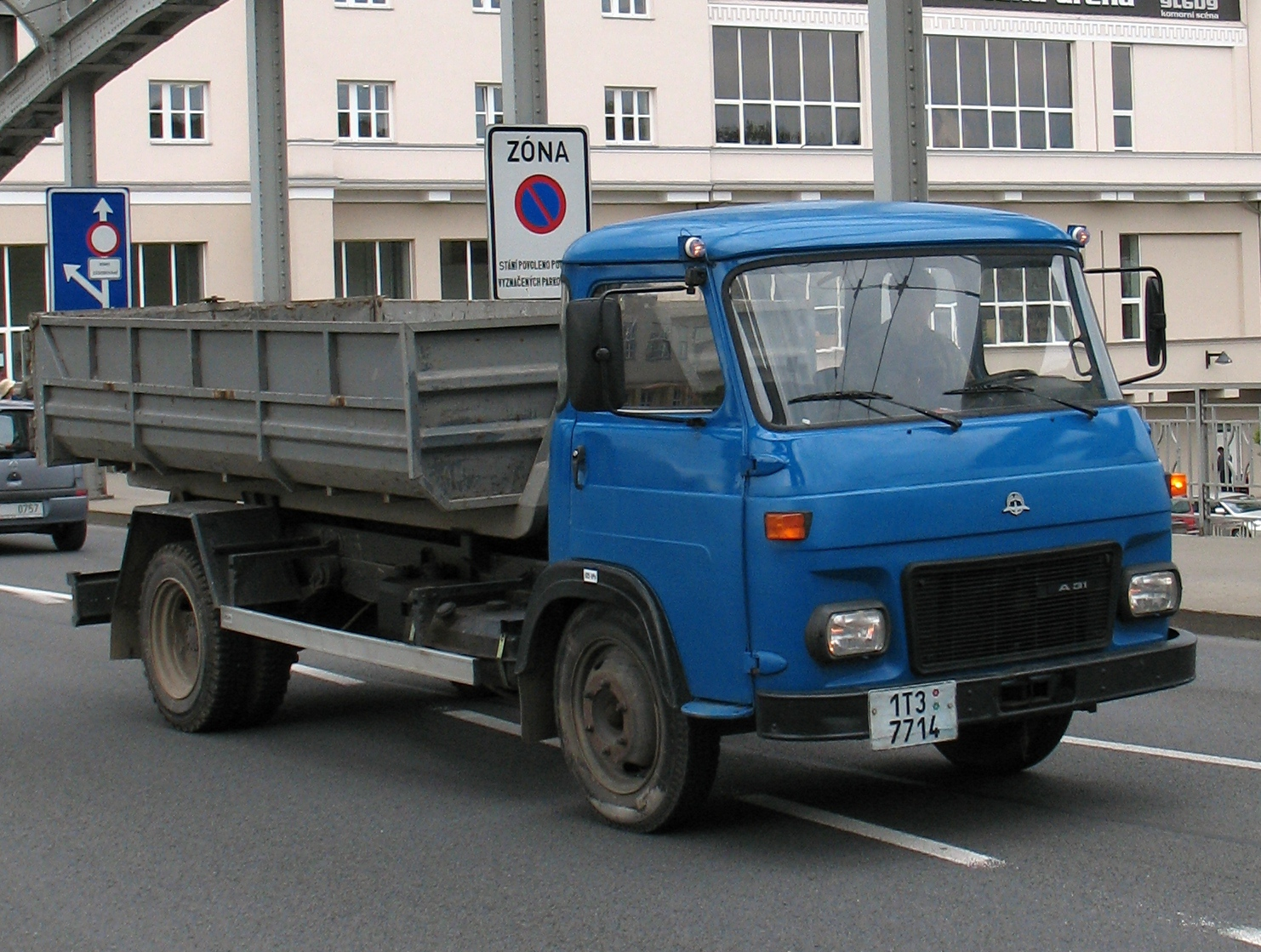
Avia A 31 nosič kontejnerů
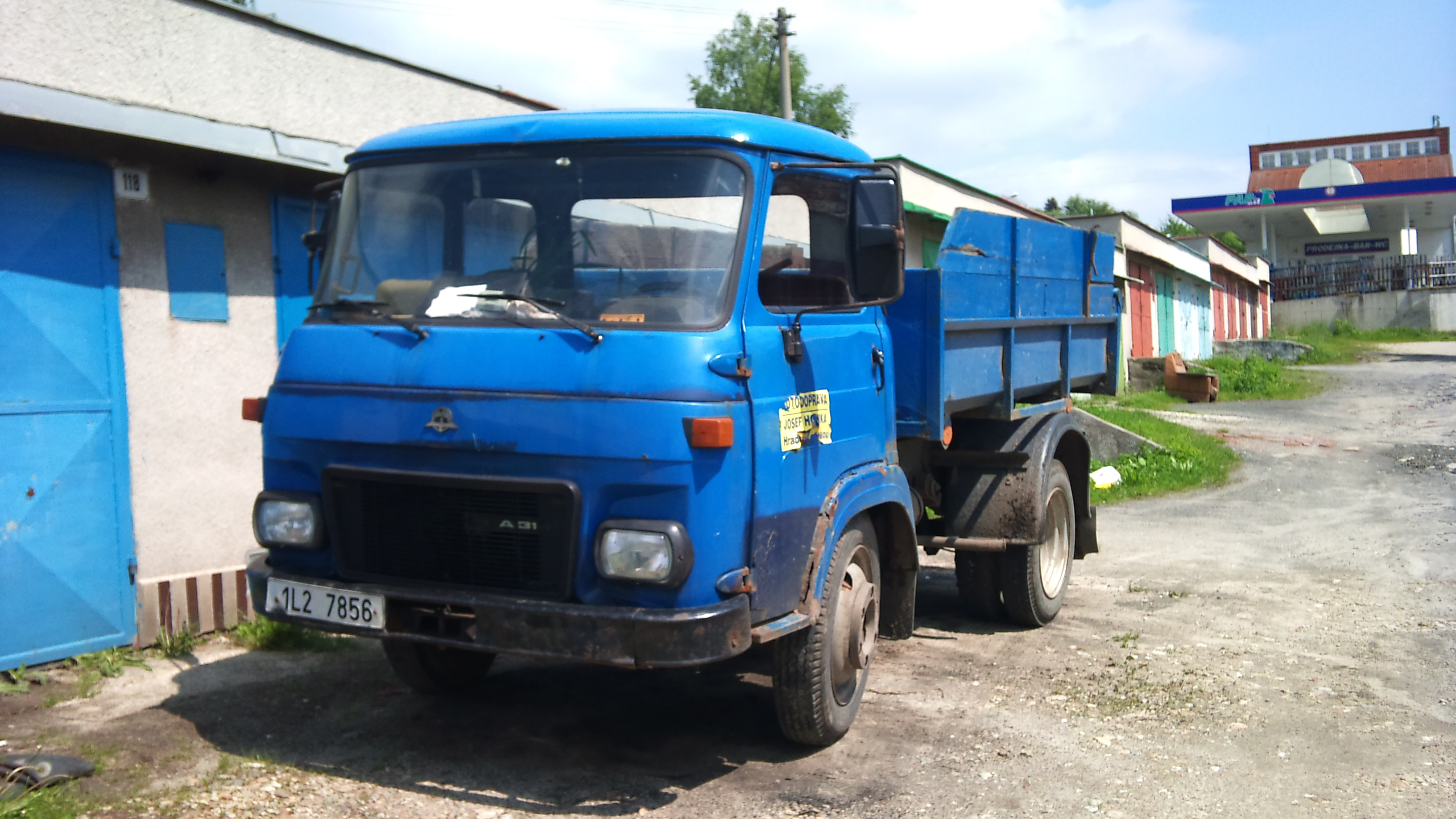
Avia A 31 sklápěč
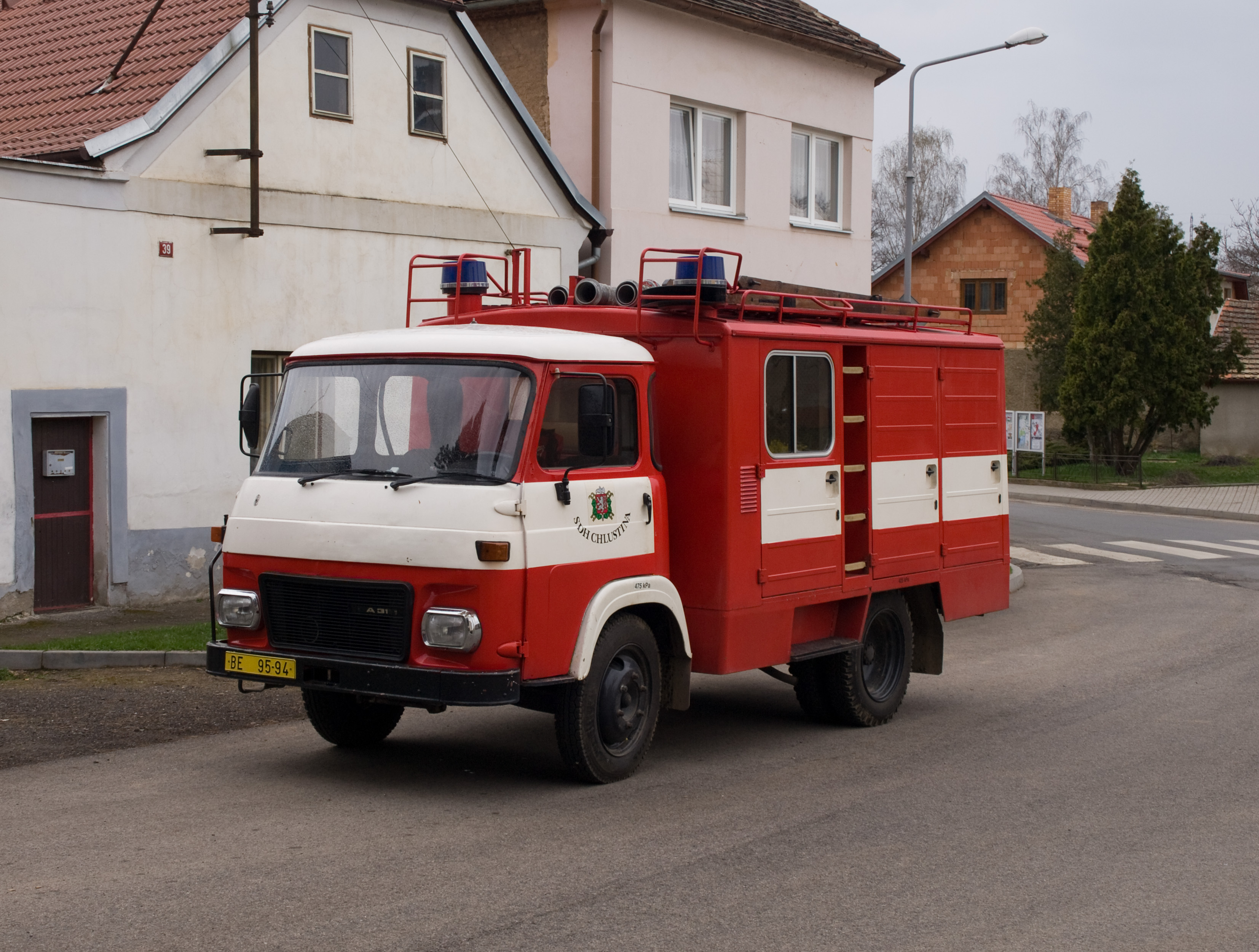
Avia A 31 hasičský zásahový automobil

## Konec výroby automobilů Avia
Souběžně s končící řadou A 21T / A 31T už běžela od roku 1998 výroba řady A 60 / A 70 / A 75 / A 80, která měla zcela jiný rám, tvarově podobnou, ale kompletně sklápěcí kabinu řidiče a inovovaný motor. V té době byla továrna součástí společnosti Daewoo. Často byla firma označována jako Daewoo-Avia. Po několika dalších změnách vlastníka potom pod názvem Avia Ashok Leyland Motors k 31. červenci 2013 výroba nákladních automobilů v Letňanech skončila. Část výrobního zařízení byla demontována a je údajně využívána v jiných továrnách posledního vlastníka v Indii.